# Porta

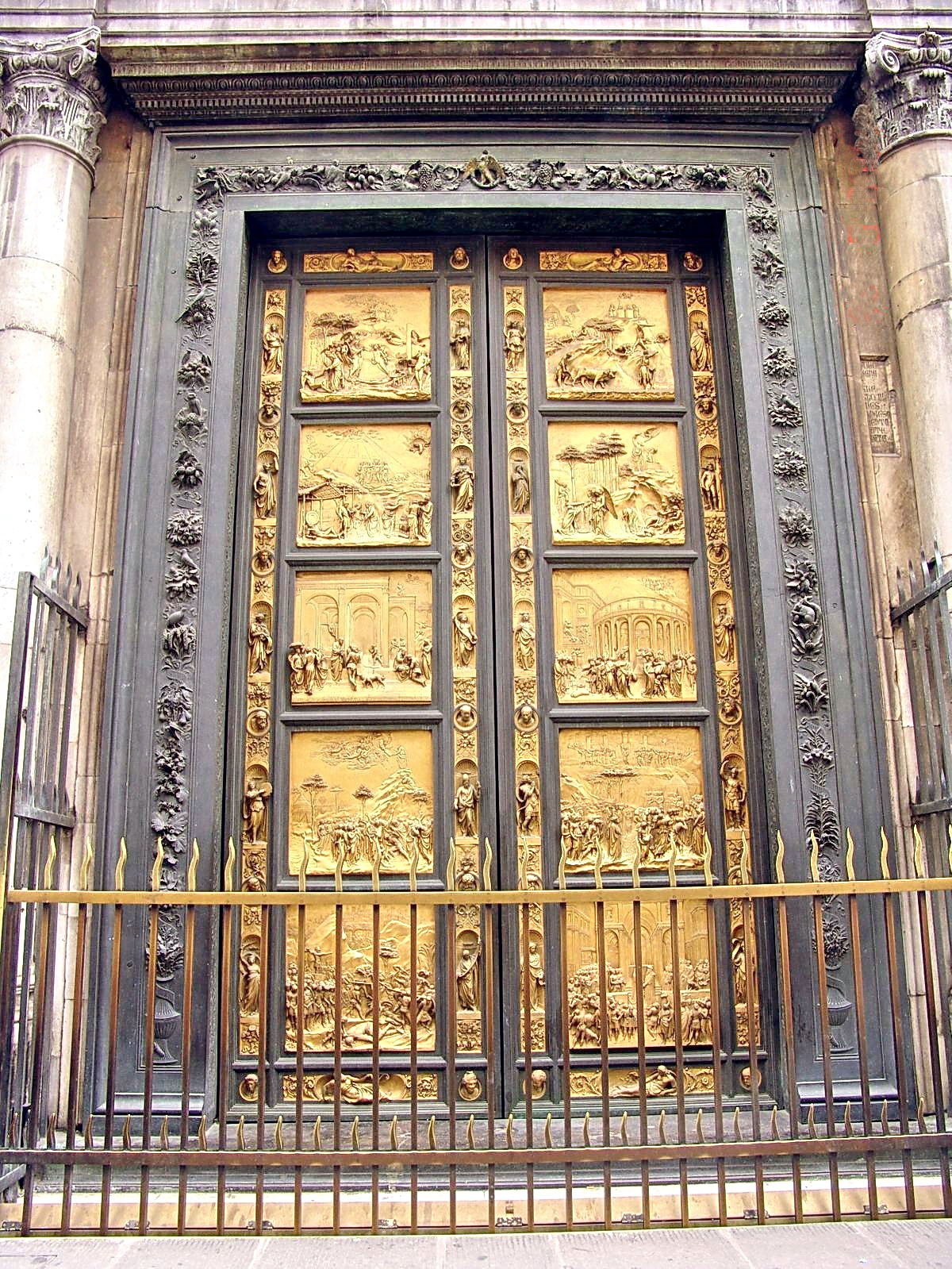
Porta del Paradiso a Firenze

La porta è un'apertura che permette di passare da un ambiente a un altro. Il termine contraddistingue solitamente sia il vano che l'infisso che lo chiude. Quest'ultimo è formato in genere da un piano verticale di legno o altri materiali, dotato di maniglia e quasi sempre di forma rettangolare. Una porta può essere interna o esterna, nel qual caso prende anche il nome di uscio o portone.
Le porte da interni solitamente hanno misure standard: lo spessore del muro è di 10 cm, l’altezza è di 210 cm, mentre la larghezza è di 80 cm che può diventare 70 per le porte che danno accesso a vani chiusi.

## Caratteristiche

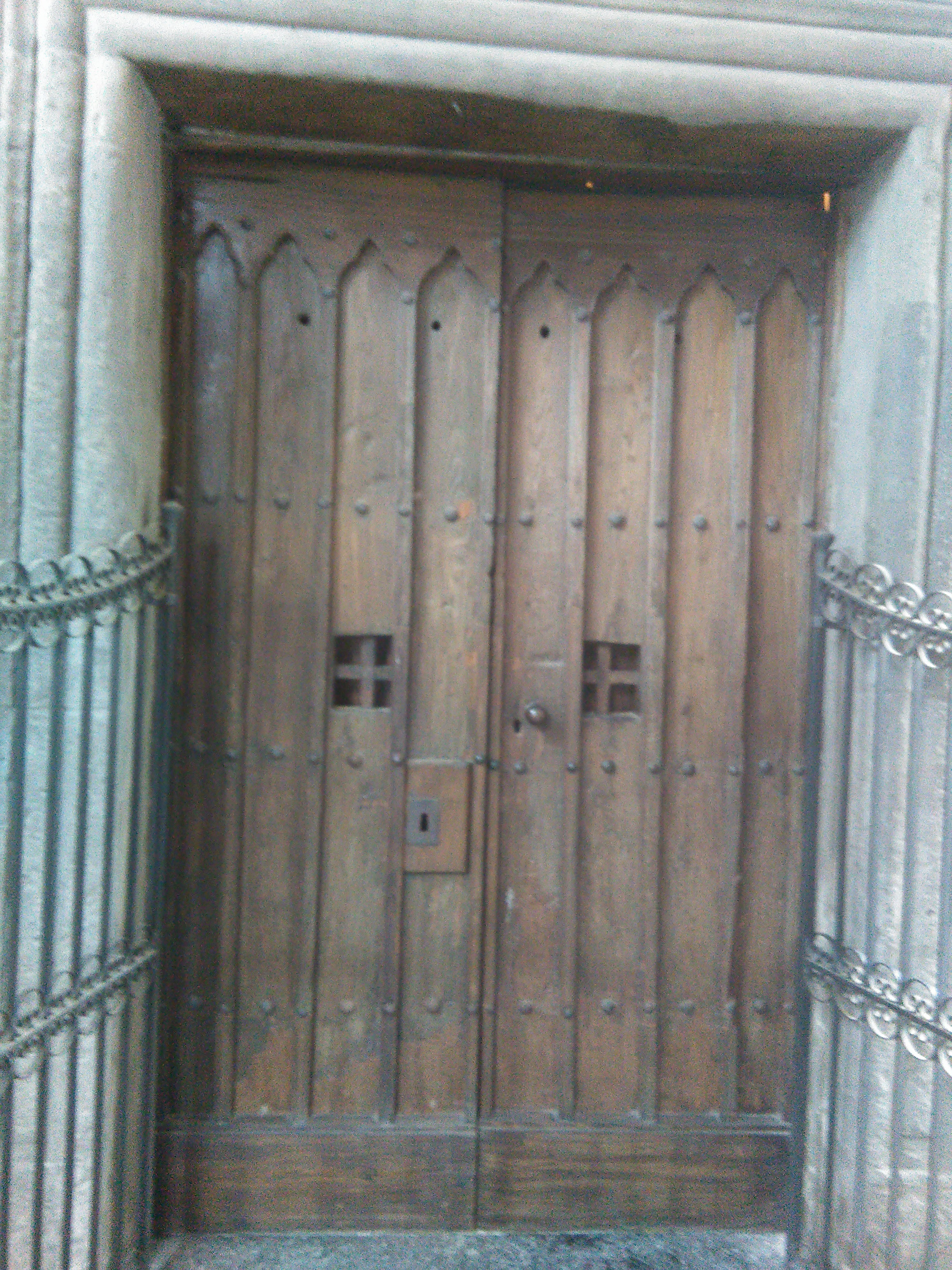
Massaquano, porta della Cappella di Santa Lucia, anno 1385

Varie tipologie e forme di porta hanno caratterizzato gli edifici in tutta la storia continuando anche oggi a permettere l'identificazione di un ambiente in un determinato codice stile. In realtà nel campo dell'arredamento le porte sono essenziali alla finitura di un ambiente creando a volte un vero e proprio complemento caratterizzandosi come reali elementi di design. Nella realizzazione di porte, queste sono fissate su cardini incorporati in una intelaiatura o telaio (infisso), che a sua volta ricopre un cosiddetto falso telaio, generalmente in legno grezzo, ancorato al muro.
Dai grandi portali con archi o timpani che sovrastavano e sovrastano tutt'oggi le facciate di palazzi e chiese arricchendo il prospetto di questi, a quelle interne più o meno modanate, in materiali naturali o artificiali altamente tecnologici, arricchite con maniglie, chiudiporta e cerniere classiche decoratissime o minimali di ultima generazione, le porte offrono ai disegnatori una gamma infinita di possibilità stilistiche.
Non è da sottovalutare inoltre la possibilità di utilizzare questi varchi come elementi portanti per i giochi di luce in un ambiente, creando ad esempio varchi a tutta altezza con ante non a tampone lasciando così che la luce filtri dalle feritoie createsi o fornendo gli imbotti di corpi illuminanti. Applicando uno specchio su una porta si può ovviare alla mancanza di spazio per la sua collocazione oppure unendola ad una parete specchiata si trova l'effetto illusorio di raddoppiamento dello spazio.
Anche nella progettazione (specie se in eclettismo storicistico) le porte determinano le altezze degli elementi circostanti fornendo un valido spunto alle proporzioni degli ambienti, ad esempio in un ingresso o un salone una porta "relativamente" bassa circondata da elementi scalari offrirà un punto di prospettiva più lontano donando aria all'ambiente

## Specifiche

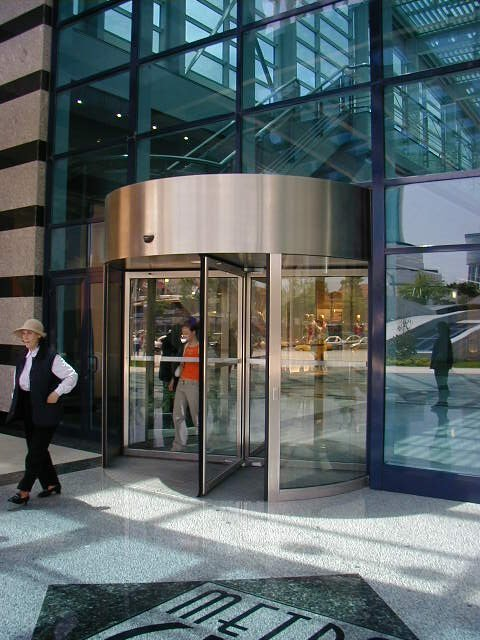
Porta girevole

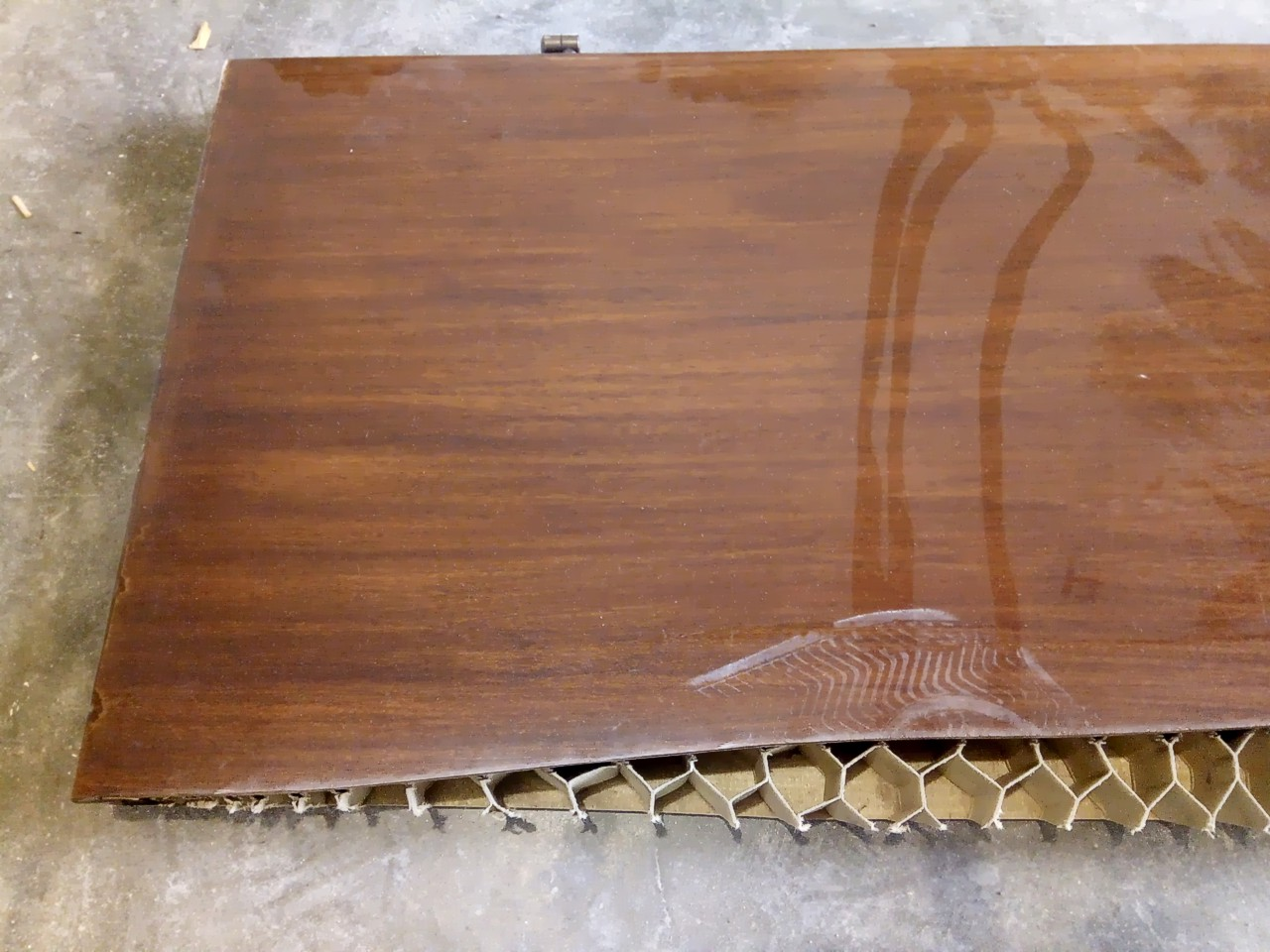
Porta tamburata tagliata

Le porte si differenziano per tanti particolari, i quali hanno molte varianti:
- Apertura, l'apertura può essere a battente, a scorrimento esterno o scomparsa, a soffietto, libro simmetrico o asimmetrico, biverso (apertura da ambo i versi), bilico, basculanti/rotobasculanti/a bilico verticale (la porta ruota sul suo asse verticale centrale e si sposta su un lato), girevole
- Costruzione, la porta può essere in legno massello (materiale pieno), in vetro o fenestrate, tamburate, blindate
- Finitura, grezza, lucida, laccata, verniciata, laminata, pantografata o testurizzata
- Fissaggio, direttamente al muro o tramite falso telaio o controtelaio
- Cerniere, principalmente si distinguono in visibili o a scomparsa, alcuni modelli permettono la reversibilità, permettendo la determinazione del verso di apertura in loco, alcune permettono la registrazione e la regolazione dell'anta in altezza, profondità e in larghezza.
- Specifiche particolari la porta può essere studiata per ottenere determinate prestazioni, come caratteristiche tagliafuoco, insonorizzazione, antintrusione

## Storia

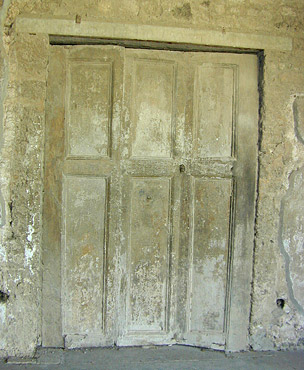
Porte a libro romane a Pompei, del I secolo d.C., simili a porte neoclassiche del XIX secolo

Le prime porte registrate compaiono nei dipinti delle tombe egizie, che le mostrano come porte singole o doppie, ciascuna di un unico pezzo di legno. Le persone a quei tempi potrebbero aver creduto che esse fossero porte per l'accesso all'aldilà. In Egitto, dove il clima è intensamente secco, le porte non erano intelaiate contro la deformazione, ma in altri paesi si, cosa che, secondo Vitruvio era realizzata con montanti e ringhiere, i pannelli chiusi riempiti con un timpano incastonati in scanalature nei montanti e nelle rotaie. I montanti erano le assi verticali, una delle quali, tenone o incernierata, è conosciuta come stile sospeso, l'altro come stile centrale o riunione. Le traverse orizzontali sono la guida superiore, la guida inferiore e le guide centrali o intermedie.
Le porte più antiche erano di legno, come quelle a cui si fa riferimento nella rappresentazione biblica del tempio del re Salomone in legno d'ulivo, che erano scolpite e ricoperte d'oro. Le porte menzionate da Homer sembrano essere state rivestite in argento o ottone. Oltre al legno d'ulivo si usava l'olmo, il cedro, la quercia e il cipresso. In Svizzera è stata trovata una porta di 5.000 anni fa.
Antiche porte sono state appese con agugliotti nella parte superiore e inferiore del pensile, i quali hanno scaricato il peso sull'architrave e sul davanzale, quest'ultimo fatto con alcune pietre dure come basalto o granito. Quelli di Hermann Volrath Hilprecht trovati a Nippur, risalenti al 2000 a.C., erano in dolerite. I tenoni delle porte di Balawat (un sito archeologico dell'antica città assira di Imgur-Enlil e moderno villaggio nel Governatorato di Ninive (Iraq)) erano rivestiti di bronzo. Queste porte o cancelli erano appesi a due ante, ciascuna larga circa 2,54 m (100 pollici) e alta 8,2 m (27 piedi); erano racchiusi con fasce o strisce di bronzo, alte 25,4 cm (10,0 pollici), ricoperte di decorazioni. Le porte in legno sembrerebbero avere uno spessore di circa 7,62 cm (3,00 pollici), ma lo stile sospeso aveva un diametro di oltre 360 millimetri (14 pollici). Altre guaine in bronzo di varie dimensioni dimostrano che si trattava di un metodo universale adottato per proteggere i perni in legno. Nell'Hawran in Siria, dove il legname scarseggia, le porte erano di pietra e una di 1,63 m (5,3 piedi) per 0,79 m (31 pollici) si trova al British Museum; la fascia sul gradino della riunione mostra che si trattava di una delle ante di una doppia porta. Vicino a Bosra in Siria, Burckhardt ha trovato porte di pietra, alte da 2,74 a 3,048 m (da 8,99 a 10,00 piedi), che erano le porte d'ingresso della città. In Etruria molte porte di pietra sono citate da George Dennis.
Le porte greche e romane antiche erano o porte singole, doppie, triple, scorrevoli o pieghevoli, nell'ultimo caso le ante erano incernierate e ripiegate all'indietro. Nella tomba di Terone ad Agrigento vi è un'unica porta a quattro ante scolpita nella pietra. Nella collezione Blundell c'è un bassorilievo di un tempio a doppia anta, ogni anta con cinque pannelli. Tra gli esempi esistenti, le porte bronzee della chiesa dei SS. Cosma e Damiano, a Roma, sono importanti esempi di lavorazione dei metalli romani del miglior periodo; sono in due foglie, ciascuna con due pannelli, e sono incorniciate in bronzo. Quelli del Pantheon sono simili nel design, con pannelli orizzontali stretti in aggiunta, in alto, in basso e al centro. Altre due porte bronzee di epoca romana si trovano nella Basilica Lateranense.
Lo studioso greco Erone di Alessandria creò la prima porta automatica conosciuta nel I secolo d.C. durante l'era dell'Egitto romano. La prima porta automatica attivata dal sensore del piede fu realizzata in Cina durante il regno dell'imperatore Sui Yangdi, che ne fece installare una per la sua biblioteca reale.

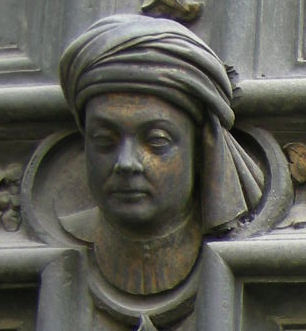
Autoritratto di Lorenzo Ghiberti, porta nord del Battistero di Firenze

Il rame e le sue leghe erano parte integrante dell'architettura medievale. Le porte della chiesa della Natività a Betlemme (VI secolo) sono ricoperte da lastre di bronzo, ritagliate a motivi. Quelle di Hagia Sophia a Costantinopoli, del VIII e IX secolo, sono lavorate in bronzo, e le porte occidentali della cattedrale di Aix-la-Chapelle (IX secolo), di fattura simile, furono probabilmente portate da Costantinopoli, come anche alcune di quelli in San Marco, a Venezia. Le porte di bronzo della cattedrale di Aquisgrana in Germania risalgono all'800 d.C. circa. Le porte bronzee del battistero del Duomo di Firenze furono completate nel 1423 dal Ghiberti.
Dell'XI e XII secolo ci sono numerosi esempi di porte in bronzo, la prima delle quali a Hildesheim, in Germania (1015). Il design di Hildesheim ha influenzato le porte di Gniezno in Polonia. Nell'Italia meridionale molti esempi sono degni di nota, ad esempio a Sant'Andrea ad Amalfi (1060), a Salerno (1099), a Canosa di Puglia (1111), a Ravello (1179), lo stile di Barisano di Trani, che fece anche porte per la Cattedrale di Trani, Monreale e Pisa. In tutti questi casi lo stiletto sospeso aveva perni in alto e in basso. Il periodo esatto in cui il costruttore si trasferì al cardine è sconosciuto, ma il cambiamento apparentemente ha portato a un altro metodo per rafforzare e decorare le porte: fasce in ferro battuto di vari modelli. Di norma, tre fasce con lavorazione ornamentale costituiscono i cardini, con anelli esterni ai montanti pensili che si incastrano su tenoni verticali incastonati nella muratura o telaio in legno. C'è un primo esempio del 12º secolo a Lincoln. In Francia, la carpenteria metallica delle porte di Notre Dame a Parigi è un esempio, ma ne esistono molte altre in Francia e in Inghilterra.
In Italia, le porte celebri includono quelle del Battistero di San Giovanni (Firenze), che sono tutte in bronzo, compresi gli stipiti delle porte. Notevole è la modellazione delle figure, uccelli e fogliame del portale sud, opera di Andrea Pisano (1330), e del portale est del Ghiberti (1425–1452). Nella porta nord (1402–1424) Ghiberti adottò lo stesso schema progettuale per i rivestimenti e i soggetti figurati di Andrea Pisano, ma nella porta est i pannelli rettangolari sono tutti riempiti, con bassorilievi che illustrano soggetti delle Sacre Scritture e innumerevoli figure, ad esempio le porte del Paradiso di cui parla Michelangelo.
Le porte delle moschee del Cairo erano di due tipi: quelle rivestite esternamente con lastre di bronzo o di ferro, tagliate a motivi decorativi, e incise o intarsiate, con bugne in rilievo; e quelli con cornice in legno con disegni quadrati e rombi intrecciati. Quest'ultimo design è di origine copta. Le porte dei palazzi di Palermo, che furono realizzate da maestranze saracene per i Normanni, sono pregevoli esempi in buono stato di conservazione. Una classe decorativa in qualche modo simile si trova a Verona, dove i bordi dei montanti e delle rotaie sono smussati e dentellati.
Nel periodo rinascimentale le porte italiane erano abbastanza semplici, infatti gli architetti si affidarono maggiormente alle porte per l'effetto scenico; ma in Francia e Germania fu il contrario, le porte erano riccamente scolpite, specialmente nei periodi Luigi XIV e Luigi XV, e talvolta con caratteristiche architettoniche come colonne e trabeazioni con frontone e nicchie, essendo i portali in muratura semplice. Mentre in Italia si tendeva a dare scala aumentando il numero dei pannelli, in Francia era il contrario; una delle grandi porte di Fontainebleau, che è a due battenti, è costruita come se consistesse in una sola grande tavola.
Le prime porte rinascimentali in Francia sono quelle della cattedrale di St. Sauveur ad Aix (1503). Nei pannelli inferiori ci sono figure di 3 piedi (0,91 m), nei pannelli superiori c'è una doppia serie di nicchie con figure di circa 2 piedi (0,61 m), con baldacchini nella parte superiore, tutti scolpiti nel cedro. La porta sud della cattedrale di Beauvais è considerata una delle più belle di Francia; i pannelli superiori sono scolpiti in altorilievo con soggetti figurativi e baldacchini su di essi. Le porte della chiesa di Gisors (1575) sono scolpite con soggetti figurativi in nicchie suddivise da lesene classiche sovrapposte. A St. Maclou a Rouen ci sono tre porte scolpite; quelle di Jean Goujon hanno soggetti figurativi nelle nicchie su ogni lato e al centro. Le altre porte, create circa cinquant'anni dopo, sono arricchite da bassorilievi, paesaggi, figure ed elaborati bordi intrecciati.
Il Vehicle Assembly Building della NASA presso il Kennedy Space Center contiene le quattro porte più grandi. Il Vehicle Assembly Building è stato originariamente costruito per l'assemblaggio dei veicoli Saturn delle missioni Apollo ed è stato poi utilizzato per supportare le operazioni dello Space Shuttle. Ciascuna delle quattro porte è alta 139 metri (456 piedi).
La porta più antica d'Inghilterra si trova nell'Abbazia di Westminster e risale al 1050. In Inghilterra nel XVII secolo i pannelli delle porte erano rialzati con bolection o modanature sporgenti, a volte riccamente scolpite, attorno ad essi; nel 18º secolo le modanature lavorate sui montanti e le rotaie furono scolpite con l'ornamento ovoli e dardi.

## Galleria cronologica

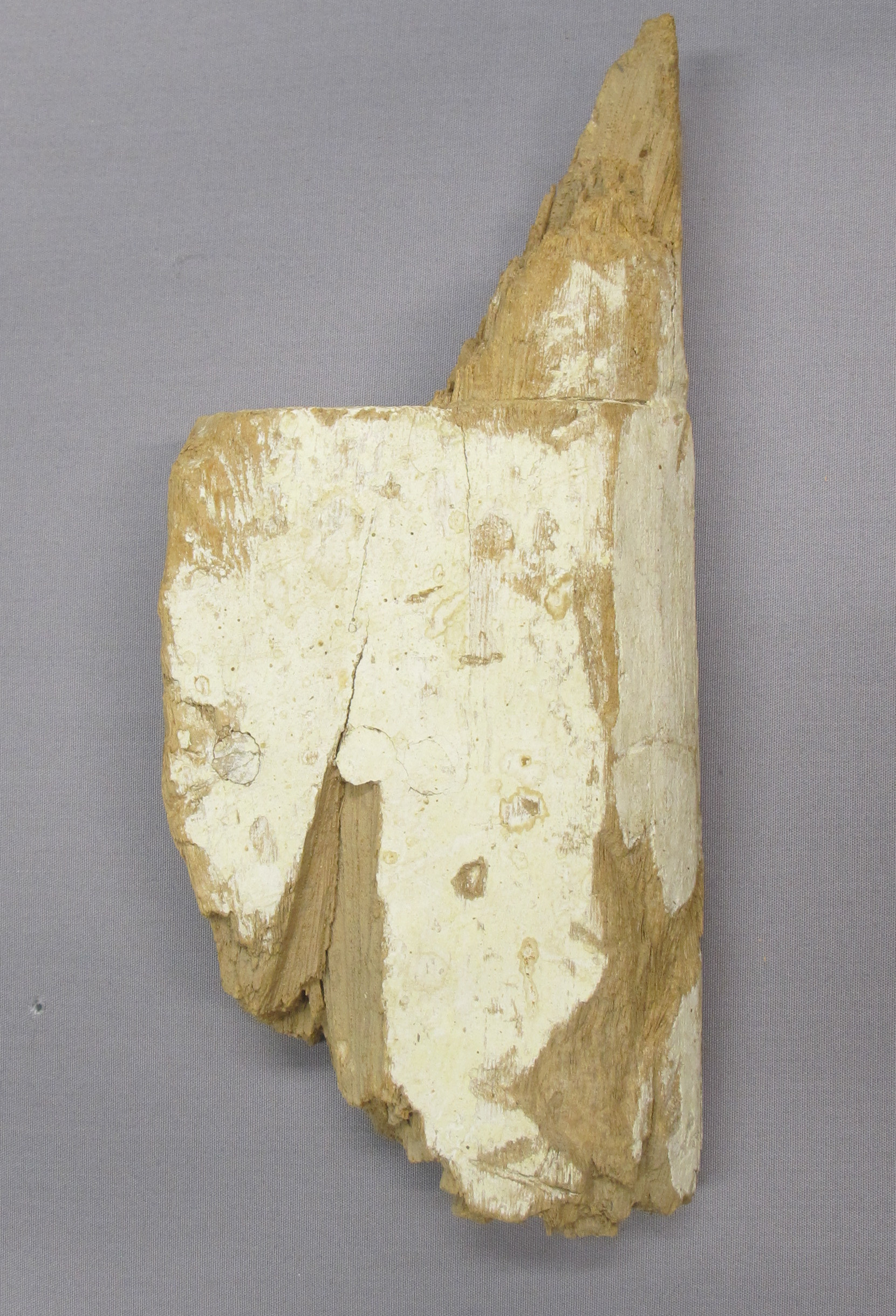
Frammento di una porta della tomba dell'antico Egitto, circa 2150-1981 a.C., nel Metropolitan Museum of Art (New York City)
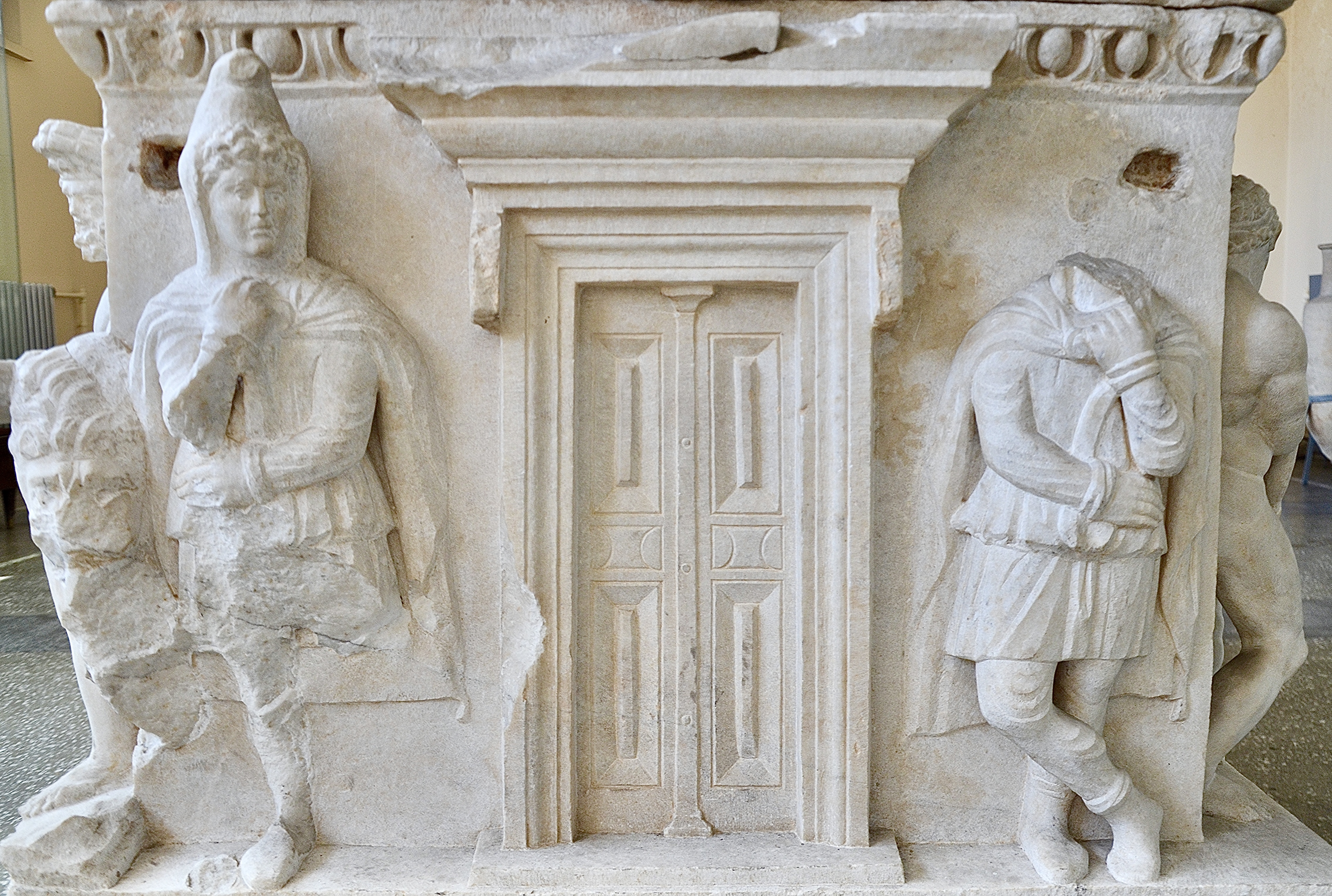
Antica porta greca scolpita sul sarcofago di Ercole dal Museo Archeologico di Kayseri (Turchia)
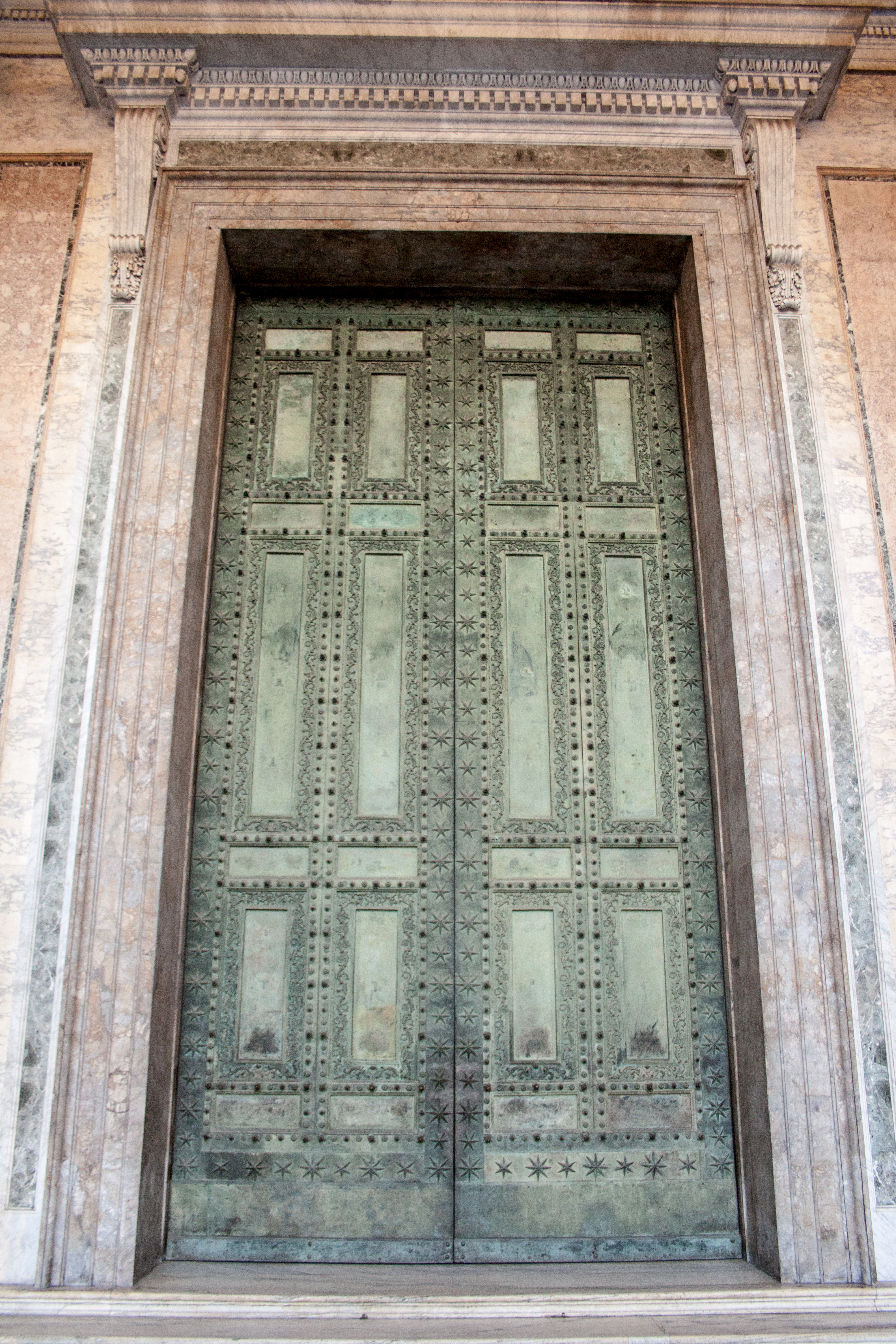
Antiche porte romane in bronzo della Curia Iulia, poi nella Basilica di San Giovanni in Laterano (Roma)
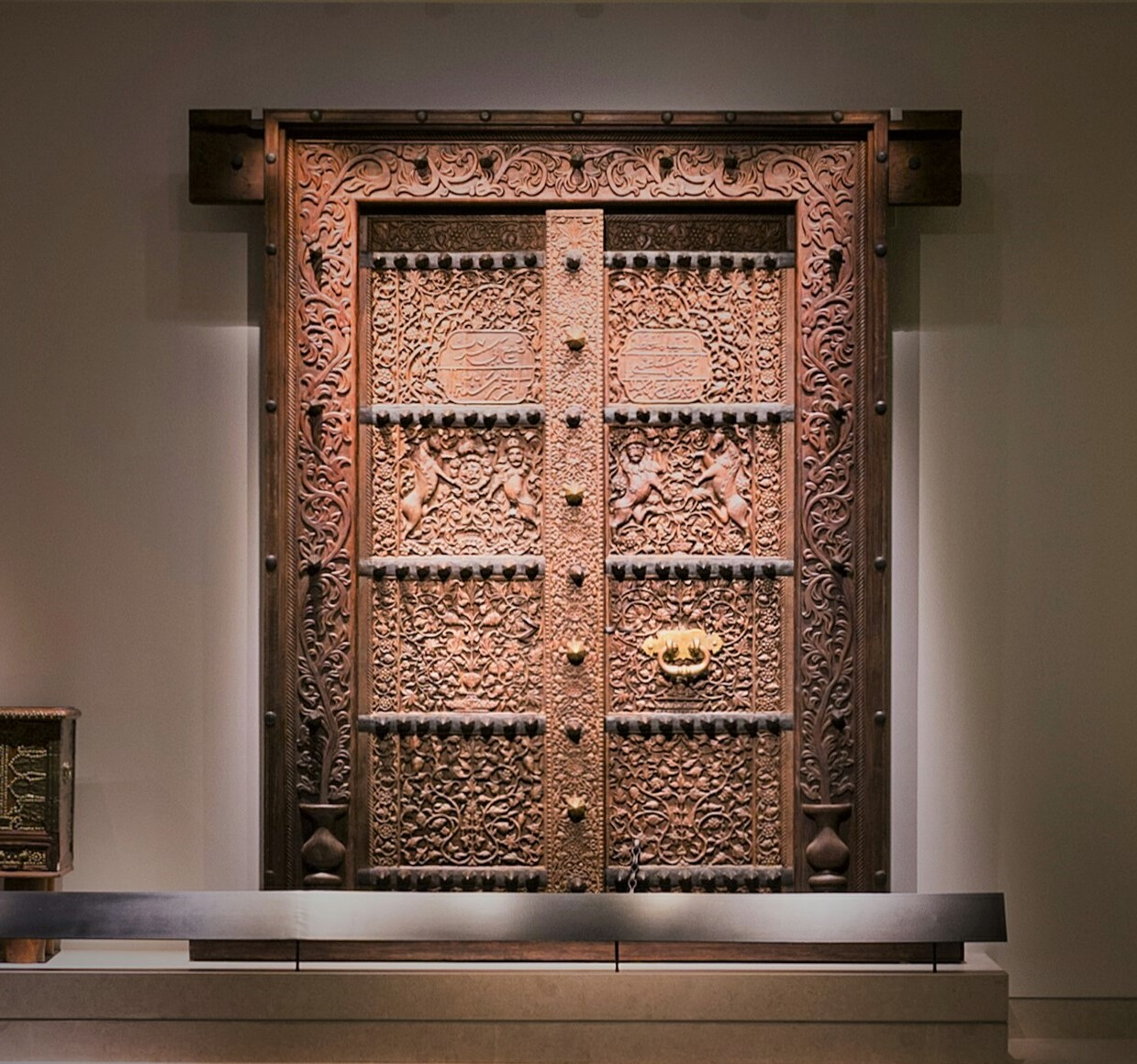
Porta indiana in legno e ottone
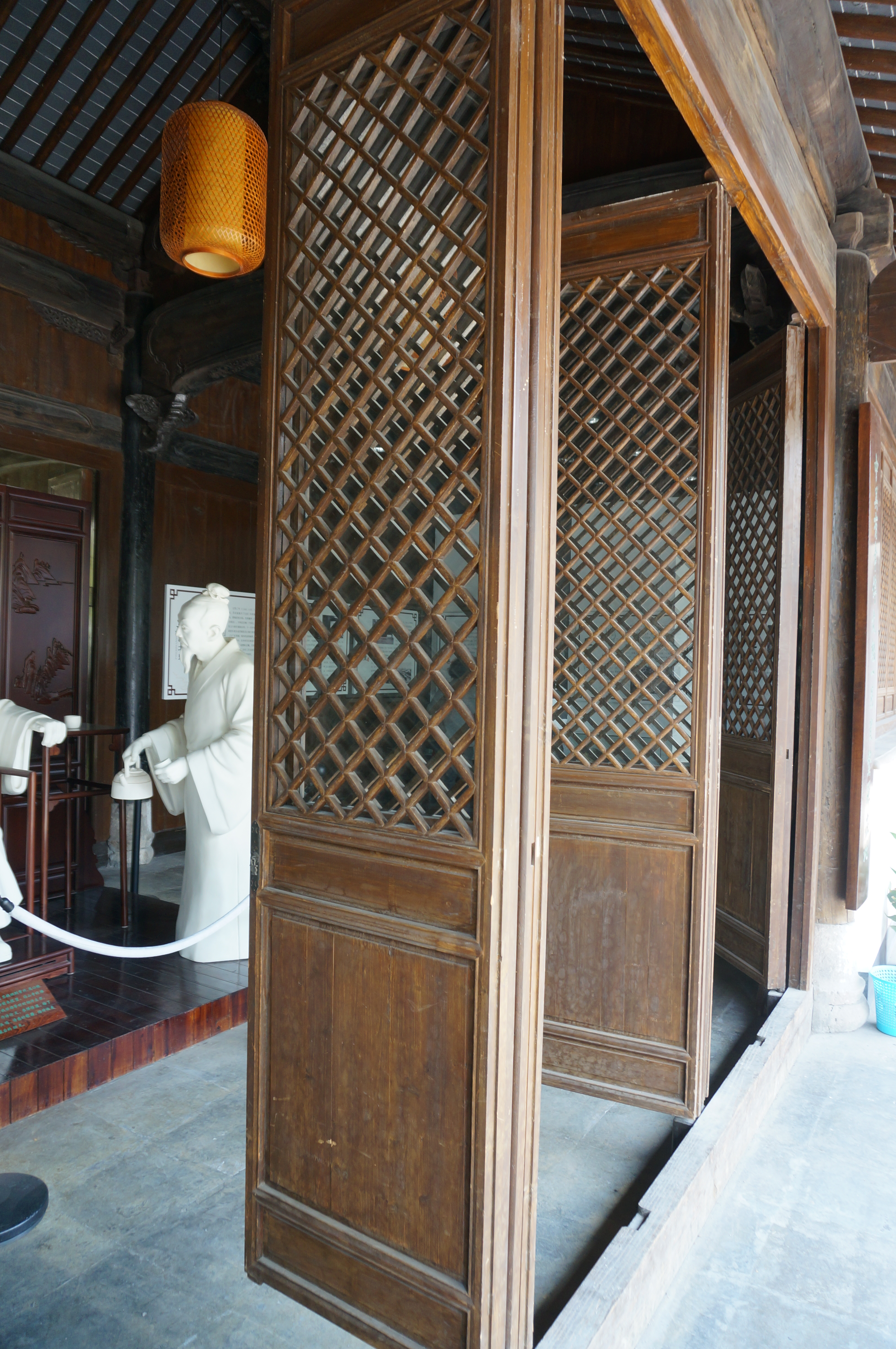
Porte pieghevoli cinesi tradizionali nell'Antico Museo del Glicine (Changzhou, Cina)
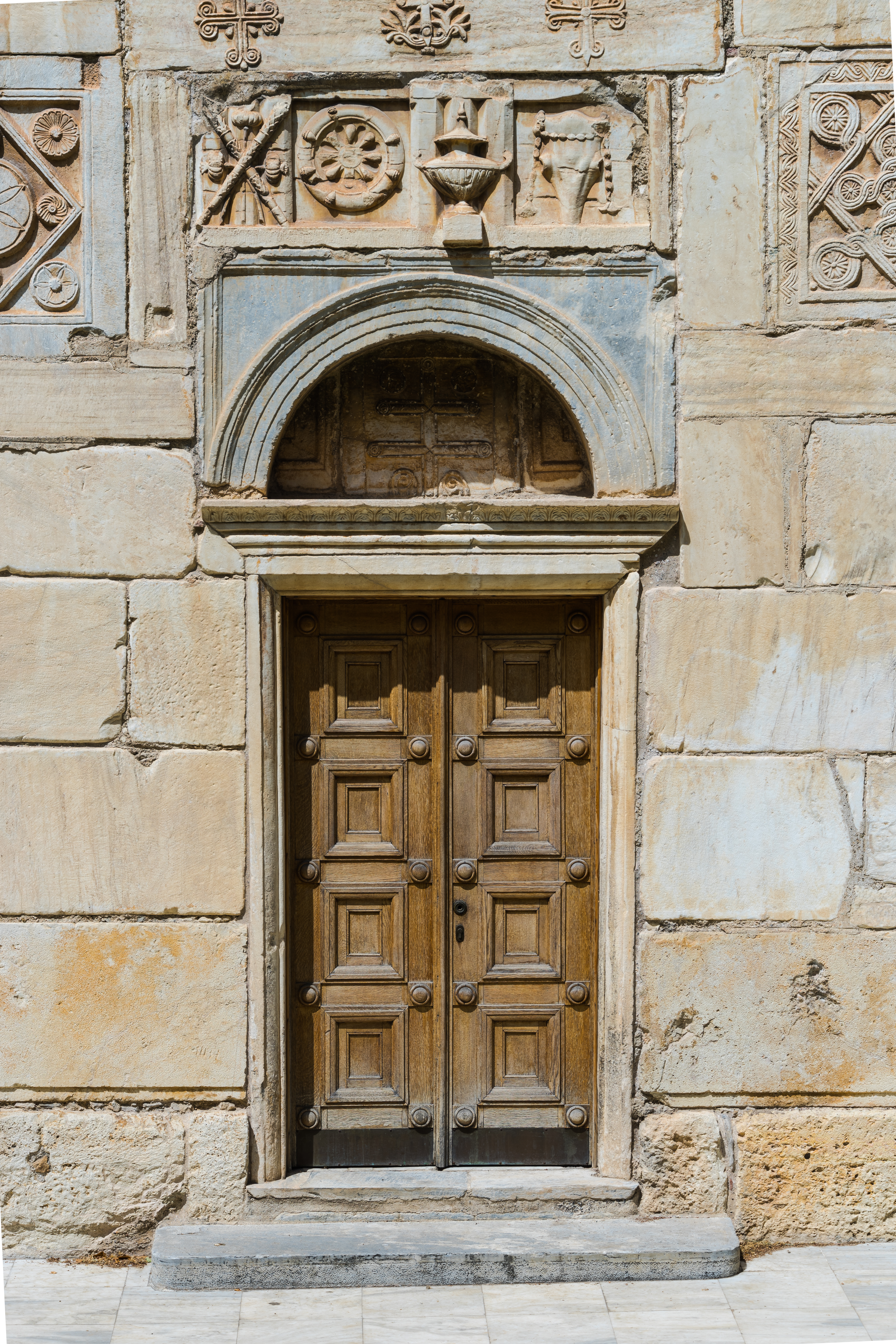
Porta bizantina della Piccola Metropoli (Atene, Grecia)
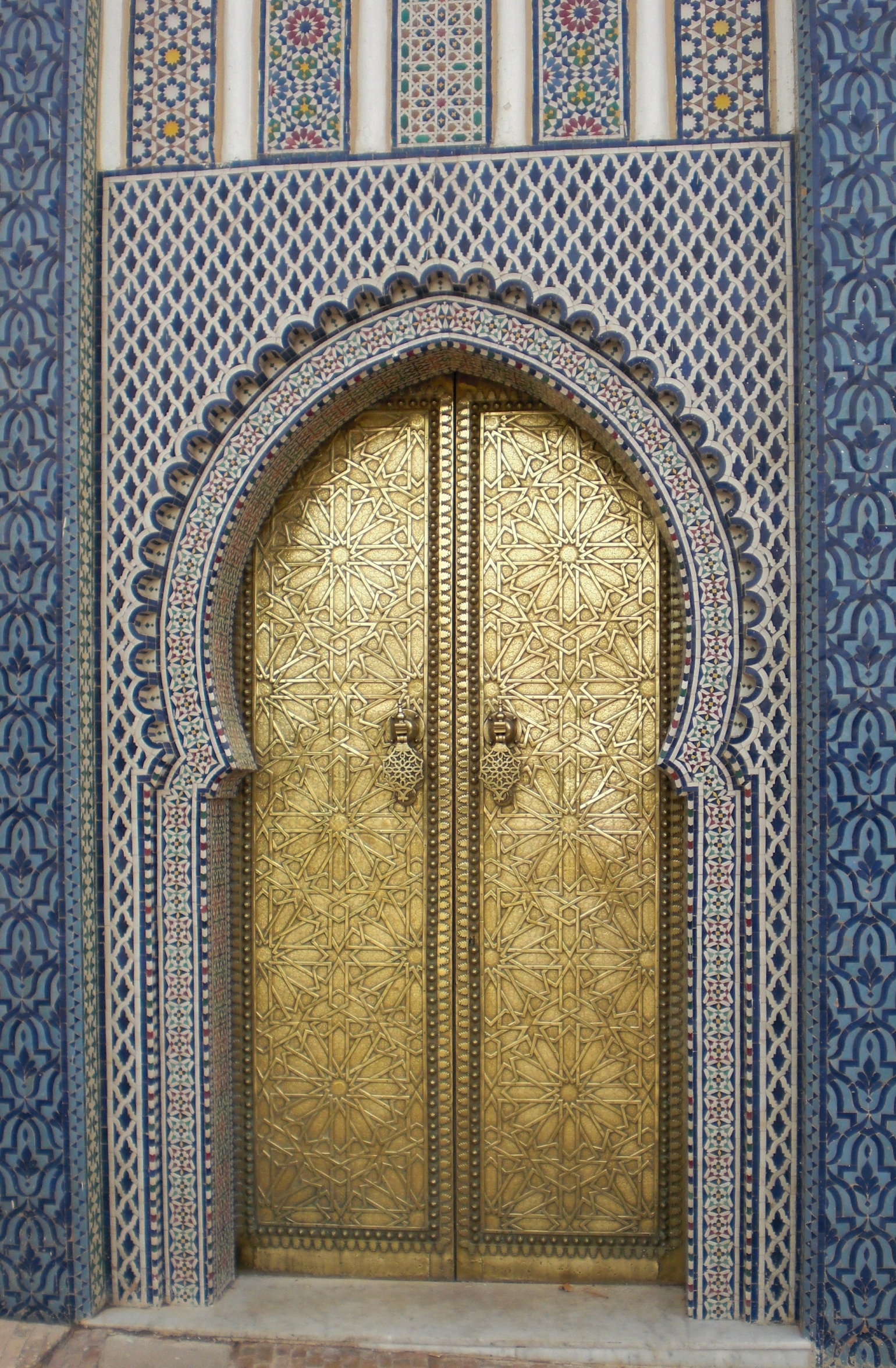
Porta islamica decorata con motivi geometrici in Marocco
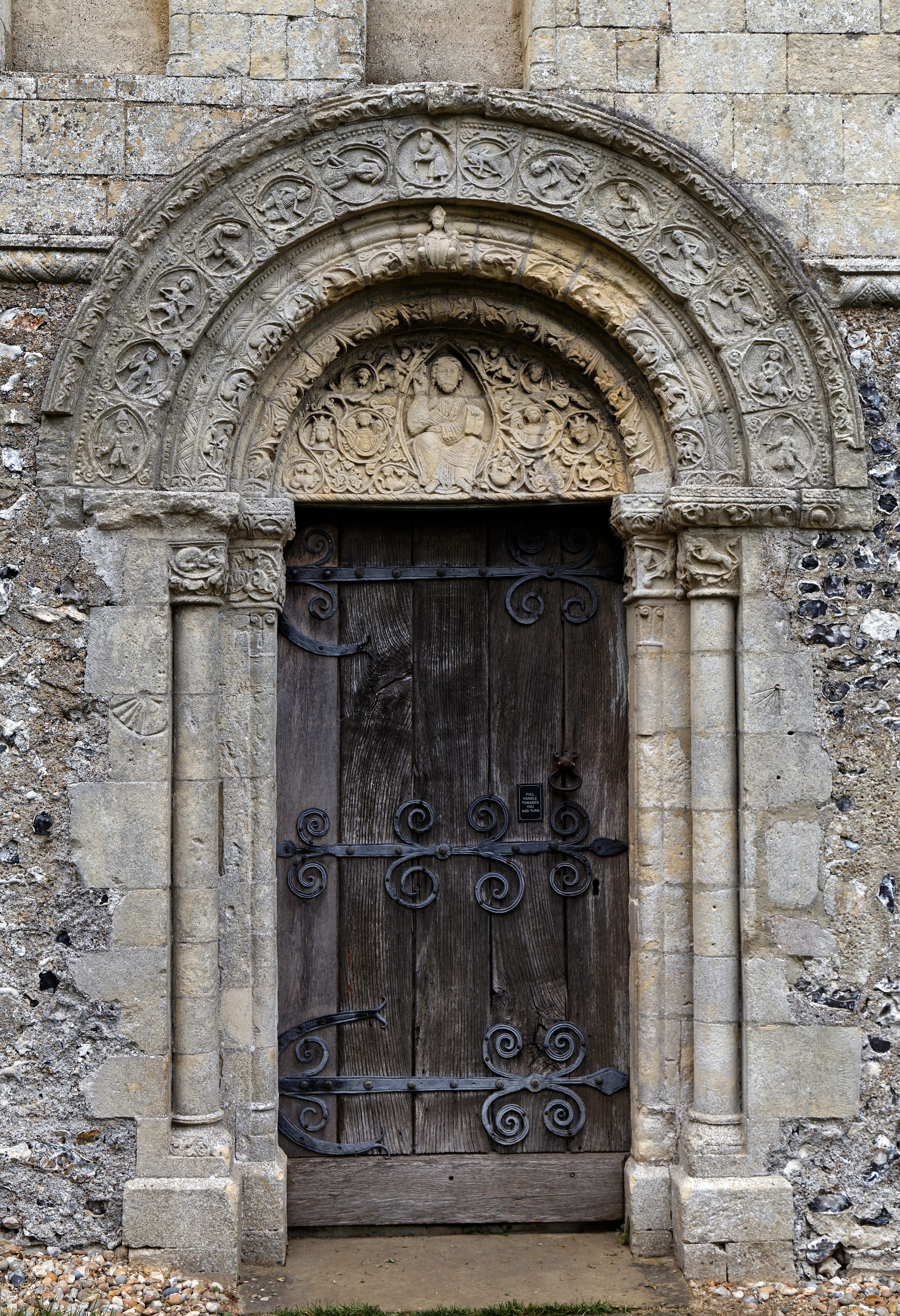
Porta romanica della Chiesa di San Nicola a Barfrestone (Kent, Inghilterra)
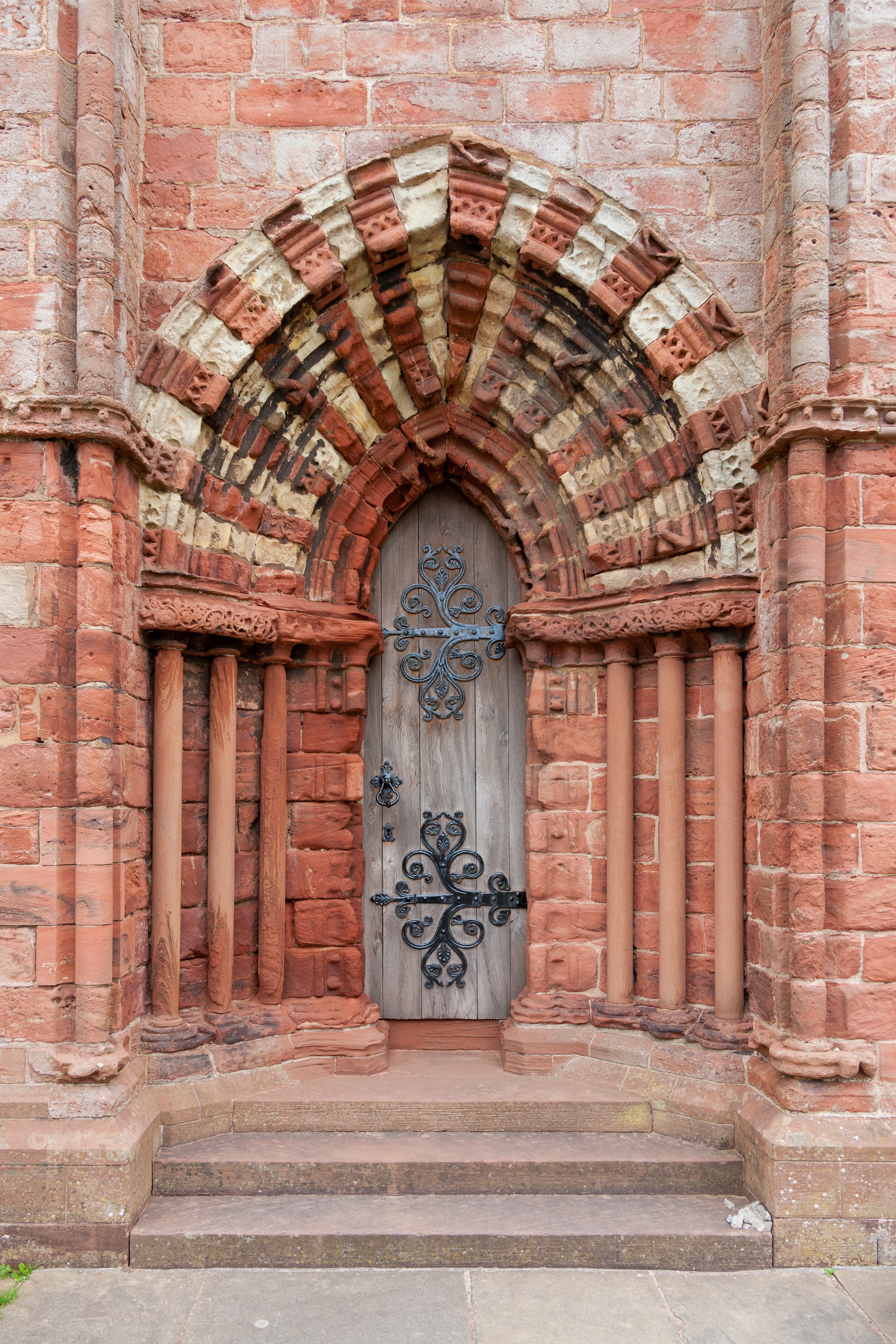
Porta gotica della Cattedrale di San Magnus (Kirkwall, Scozia, Regno Unito)
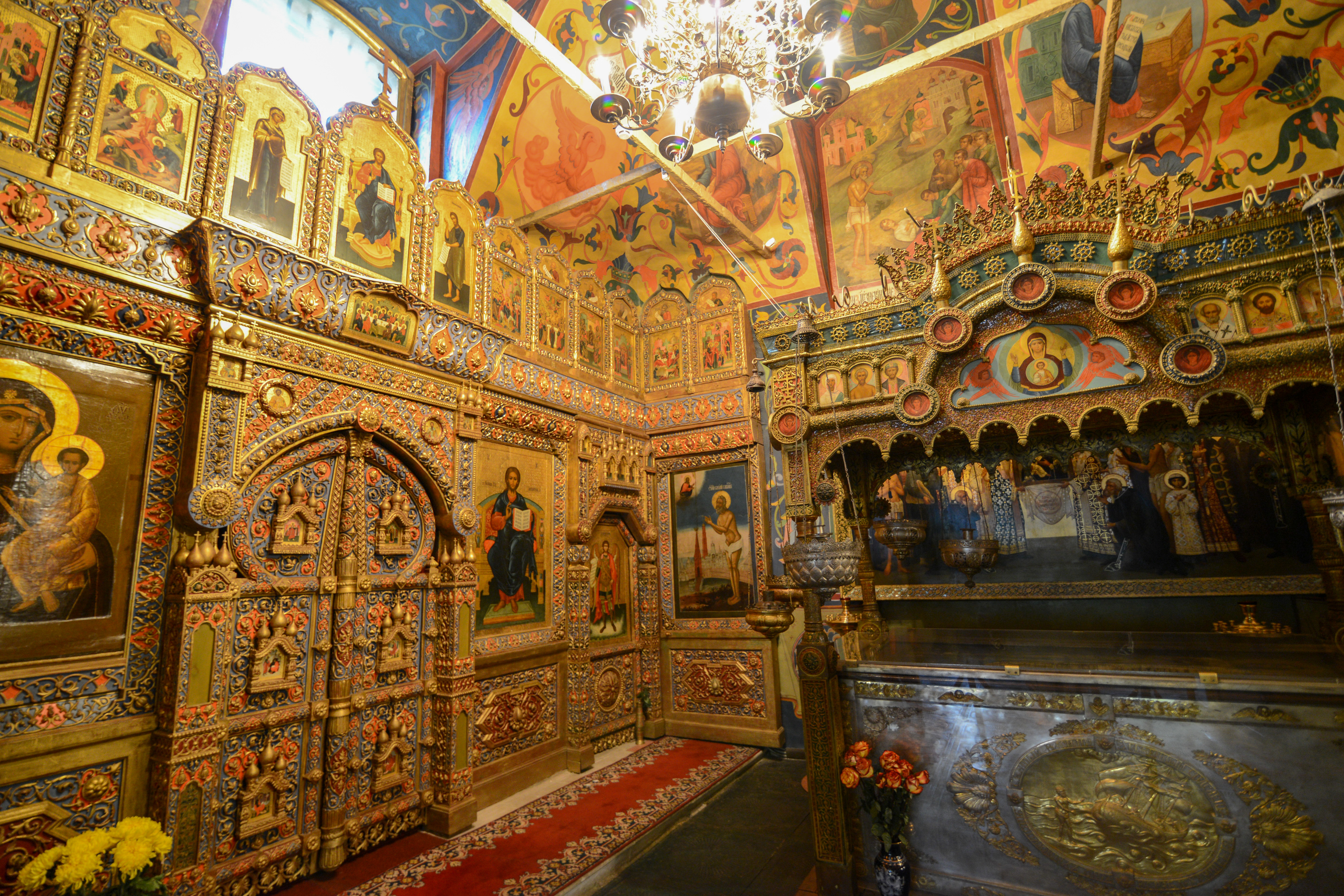
Porta russa nella Cattedrale di San Basilio (Mosca)
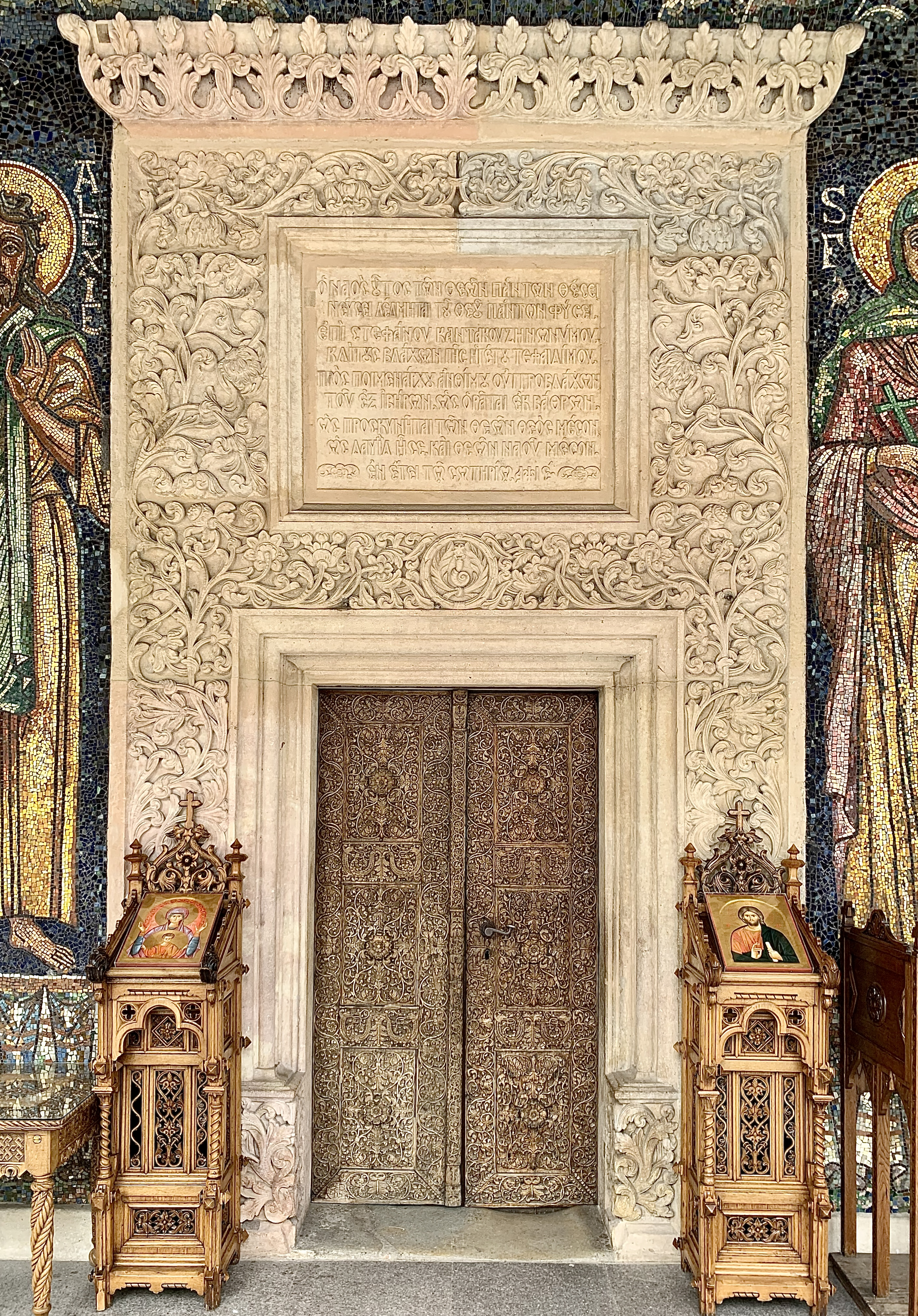
Porta Brâncovenesc del Monastero di Antim (Bucarest, Romania) con un'iscrizione scolpita
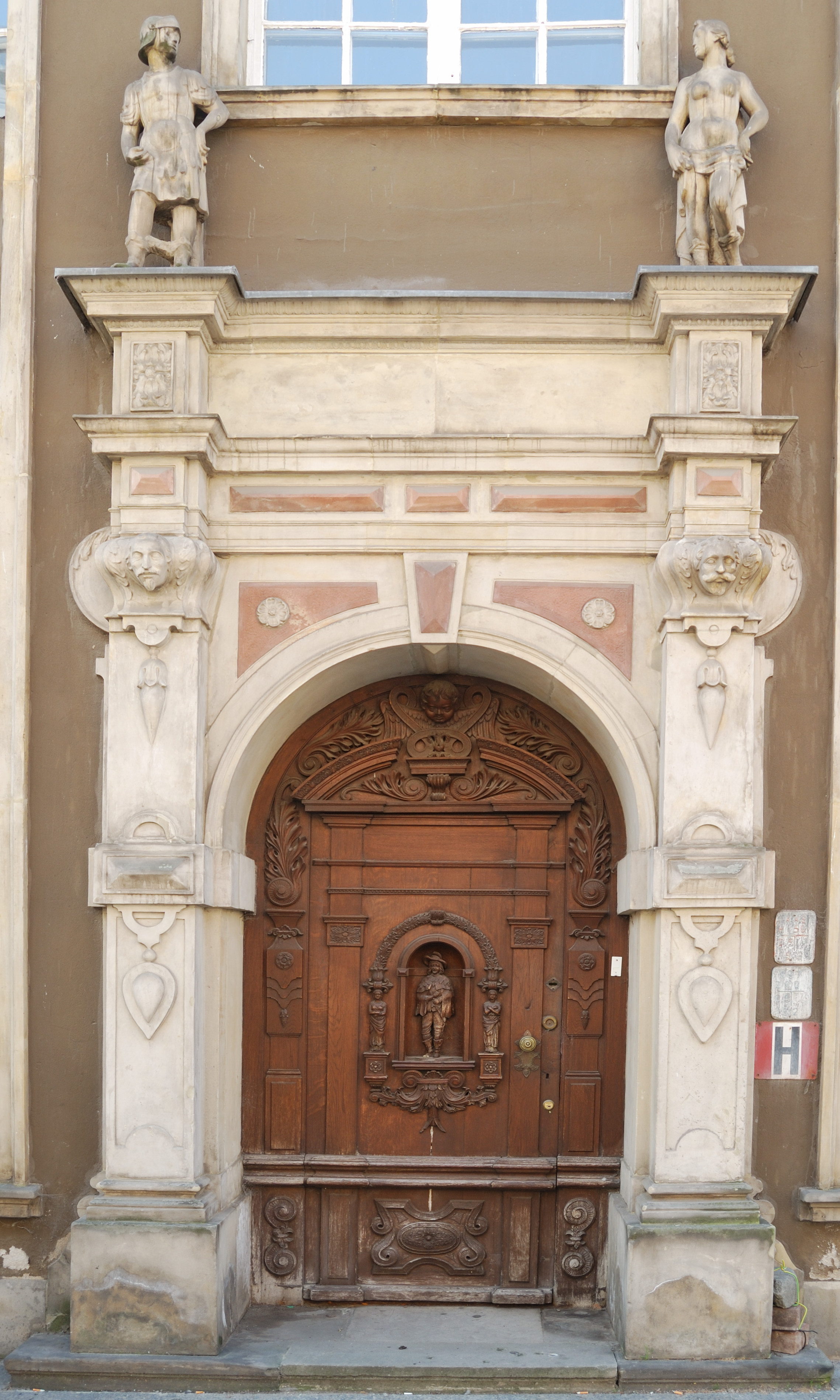
Porta rinascimentale a Danzica (Polonia)
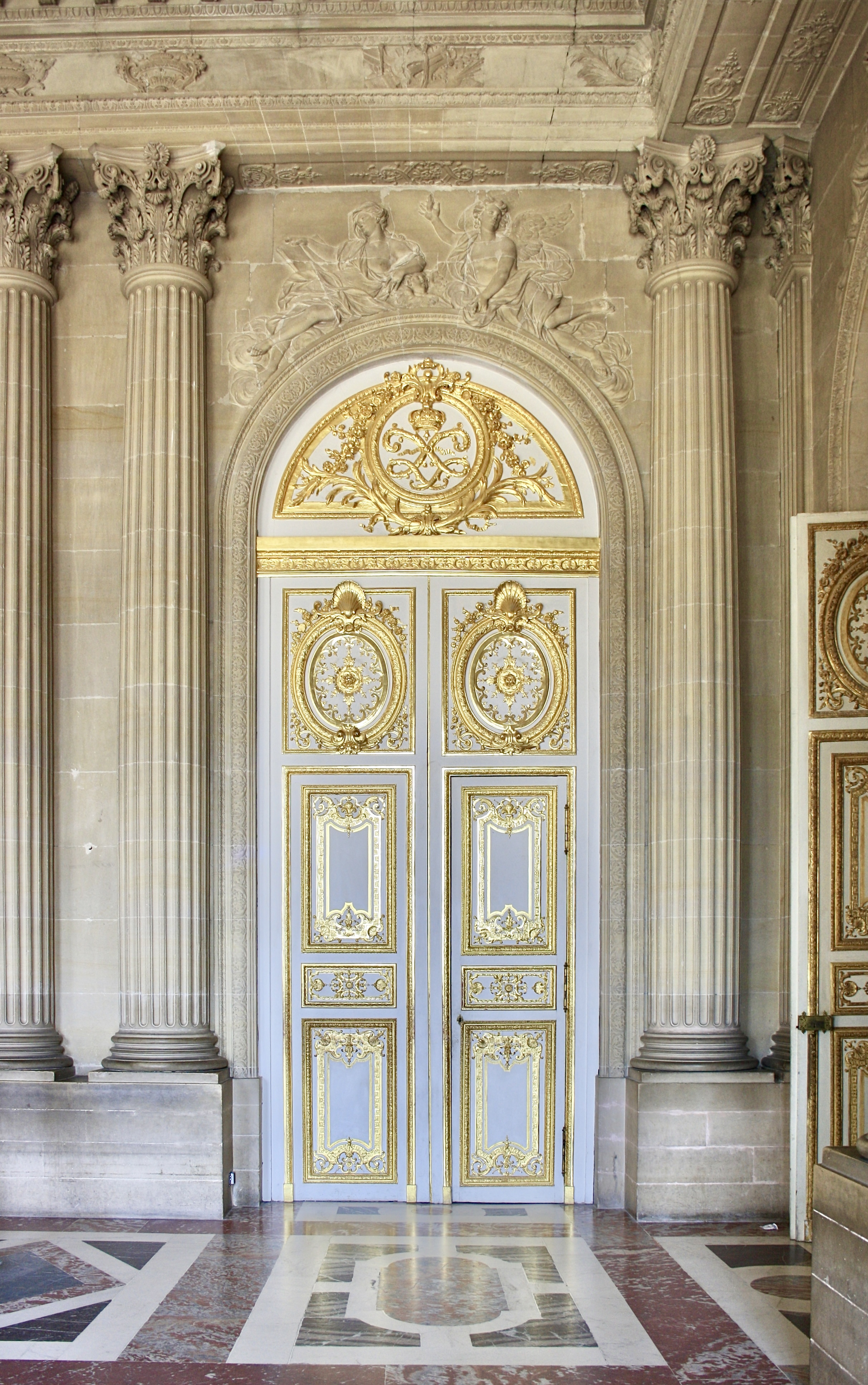
Porta barocca nella Reggia di Versailles (Francia)
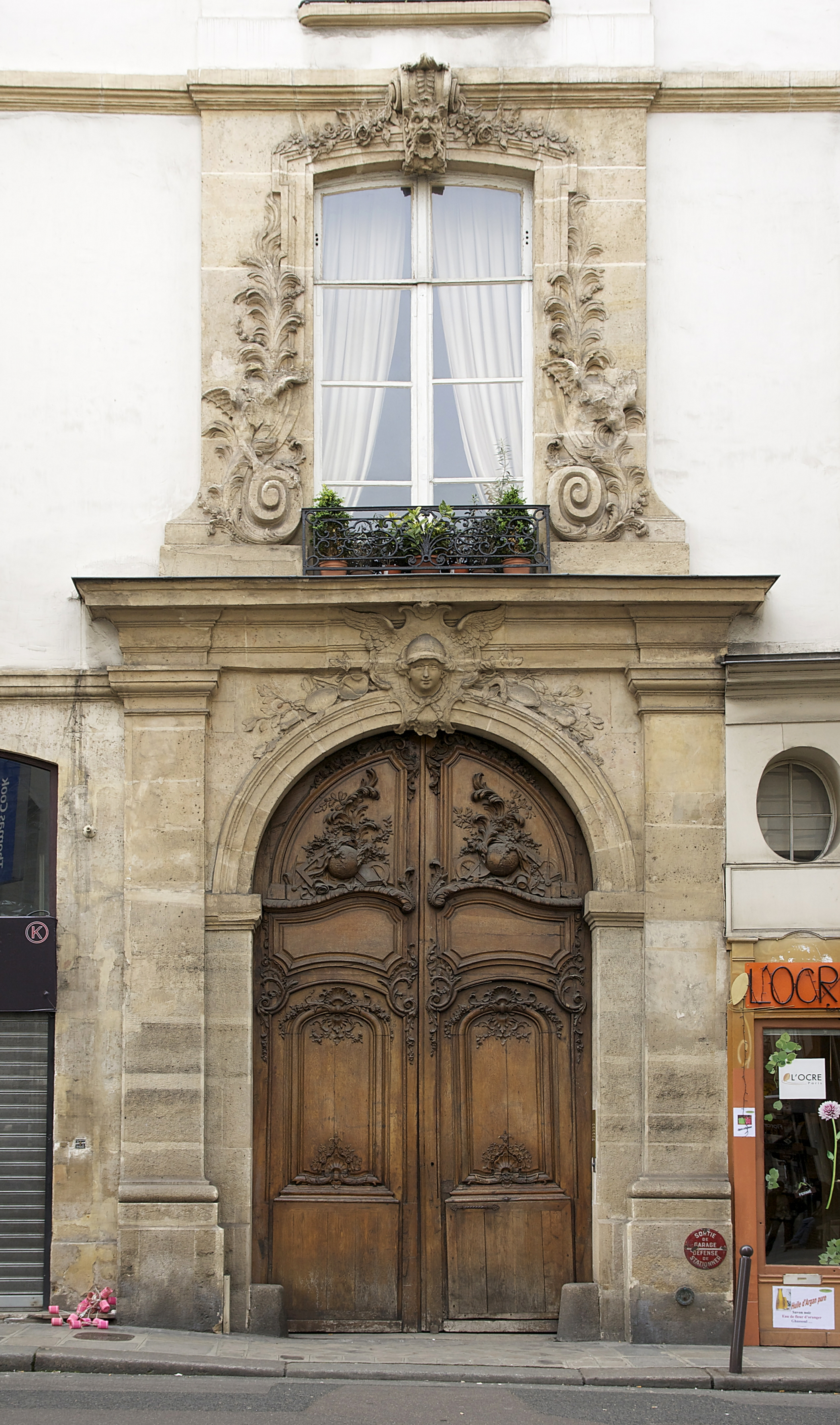
Porta rococò in rue Monsieur-le-Prince (Parigi)
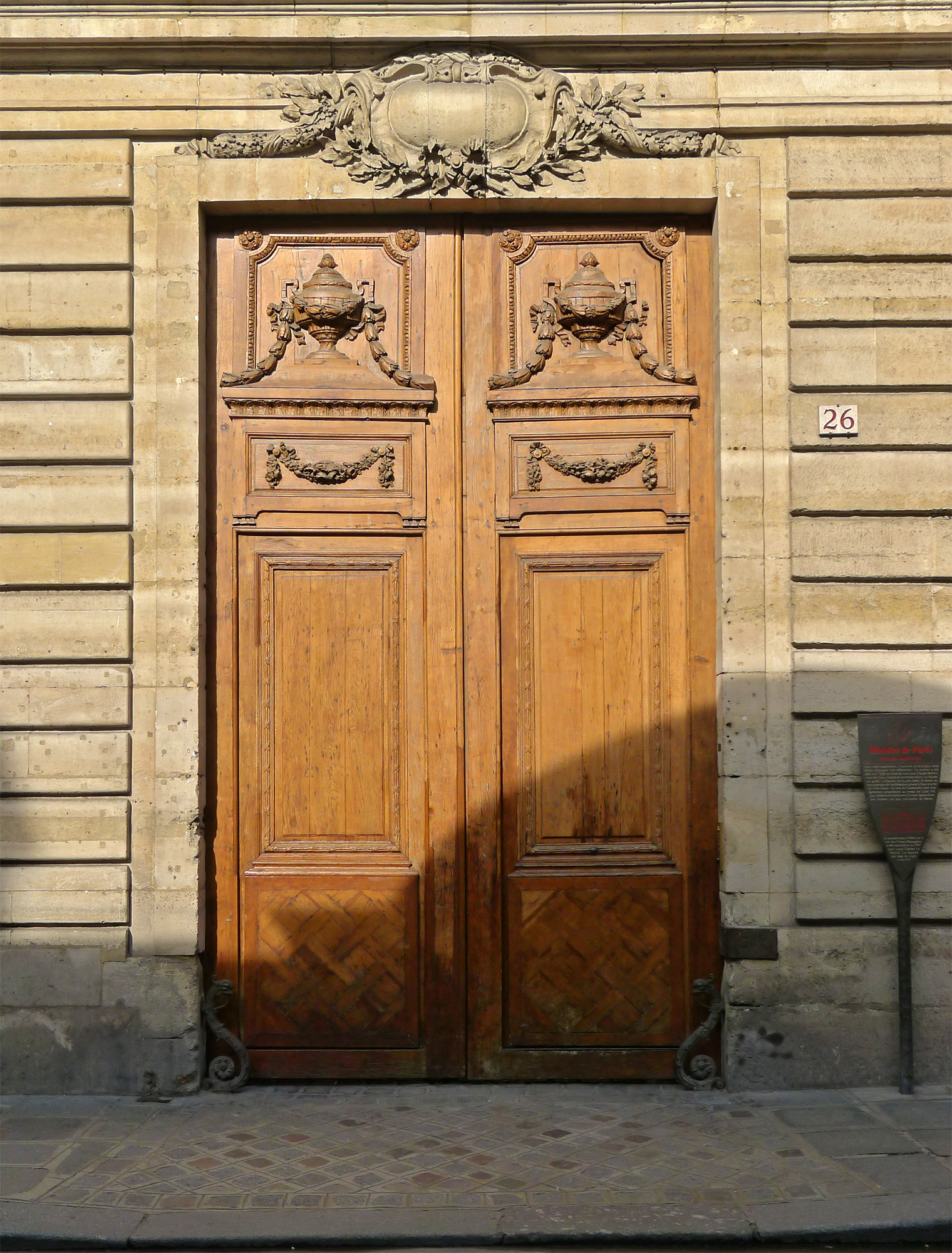
Porta Luigi XVI dell'Hotel Mortier de Sandreville, in Rue des Francs-Bourgeois (Parigi)
Porta a due ante neoclassica, 1790, di Pierre Rousseau, nel Cleveland Museum of Art (USA)
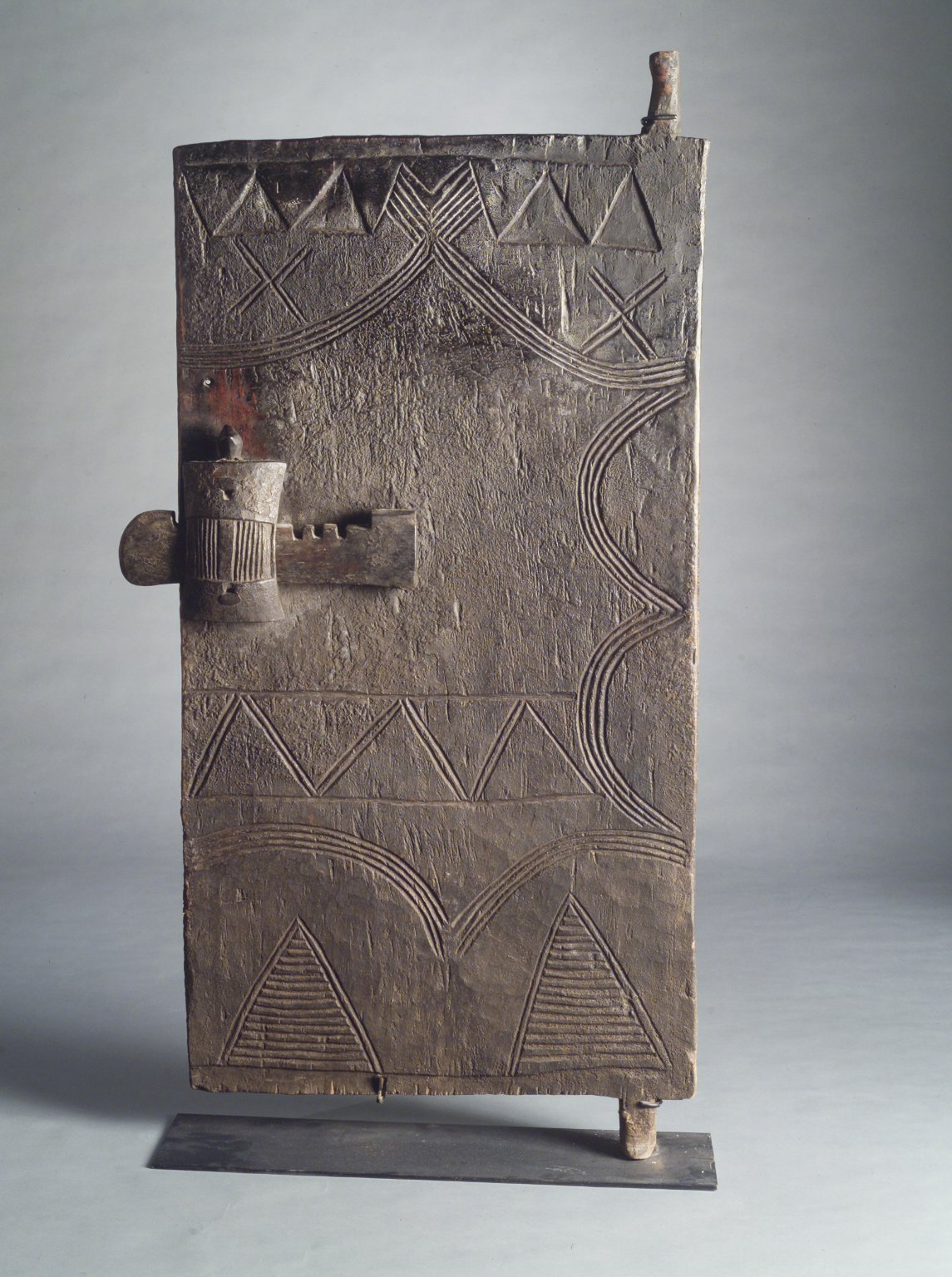
Porta africana con serratura, fine XIX o inizio XX secolo, legno con ferro, dal Burkina Faso, nel Brooklyn Museum (New York City)
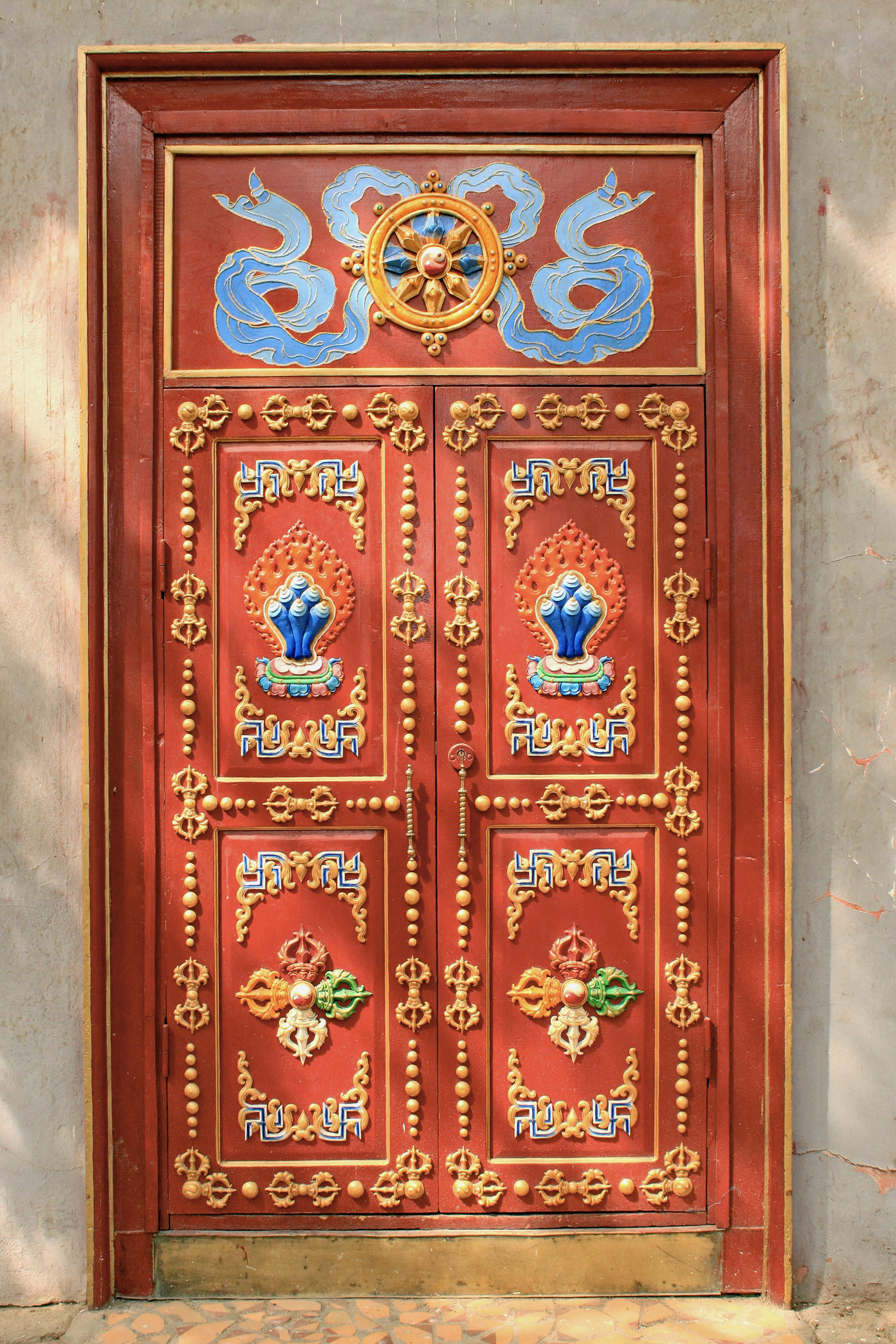
Una porta decorata dal Monastero di Gandantegchinlen (Mongolia)
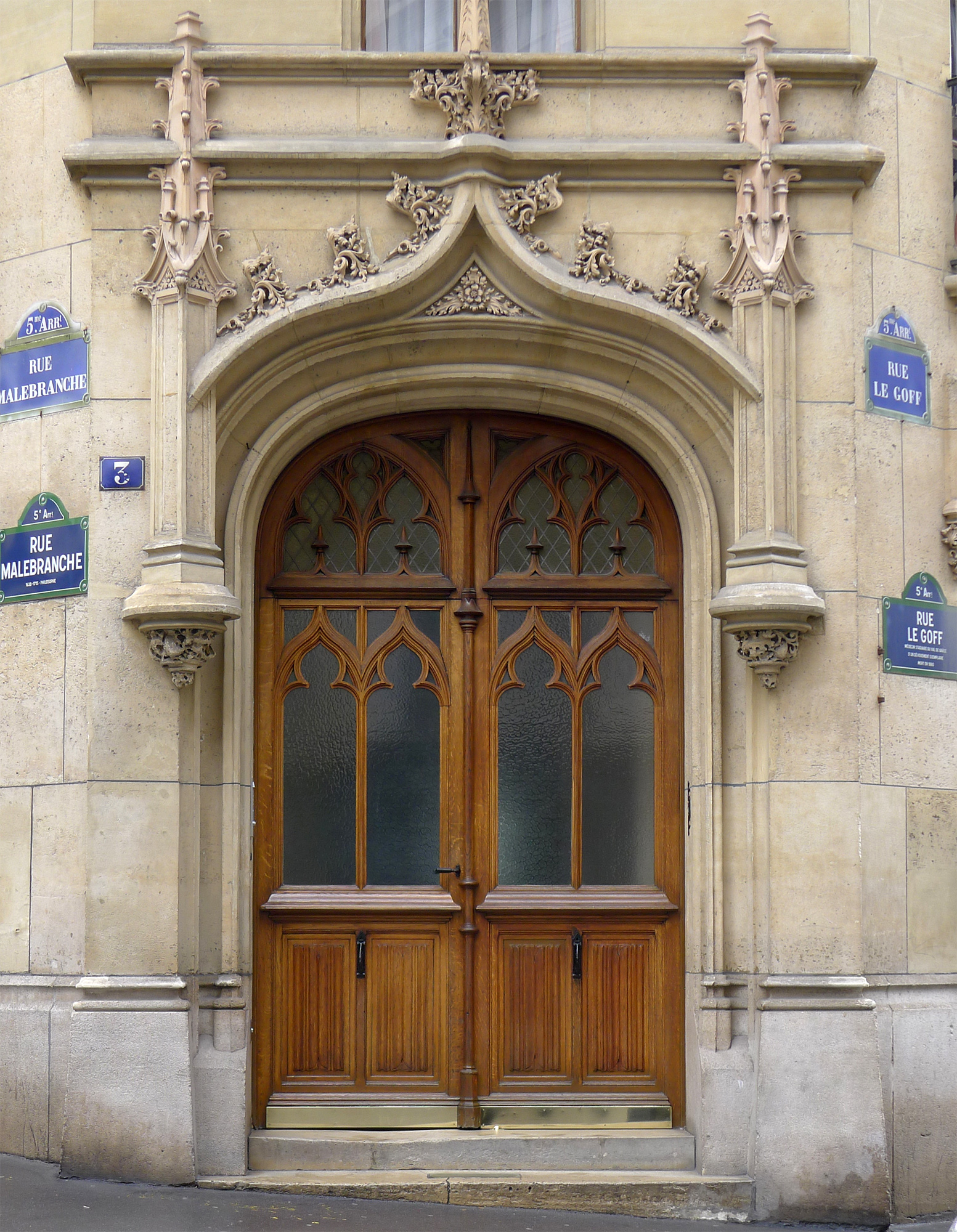
Porta neogotica in Rue Malebranche (Parigi)
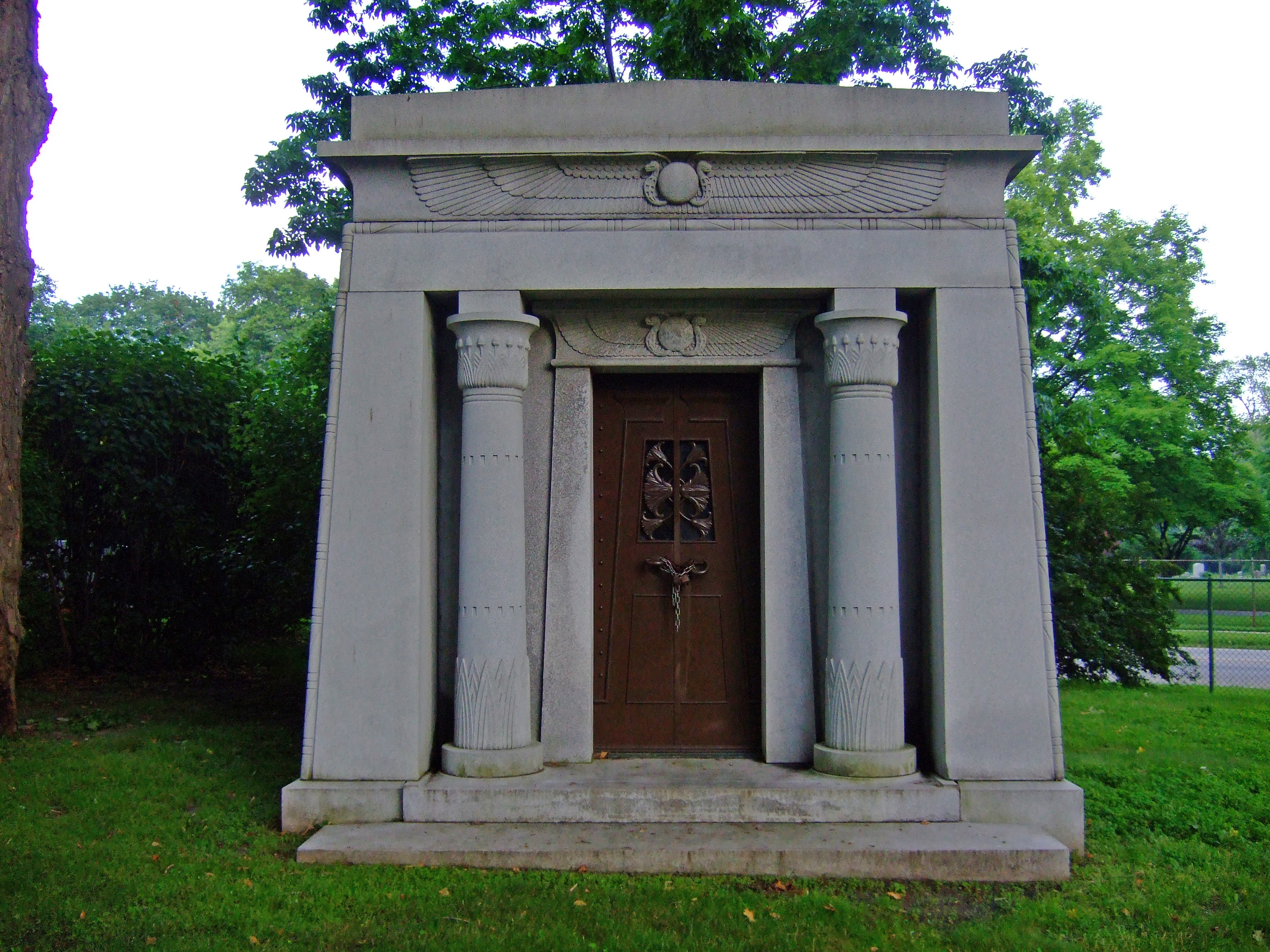
Porta revival egiziana di un mausoleo nel Forest Home Cemetery (Wisconsin, USA)
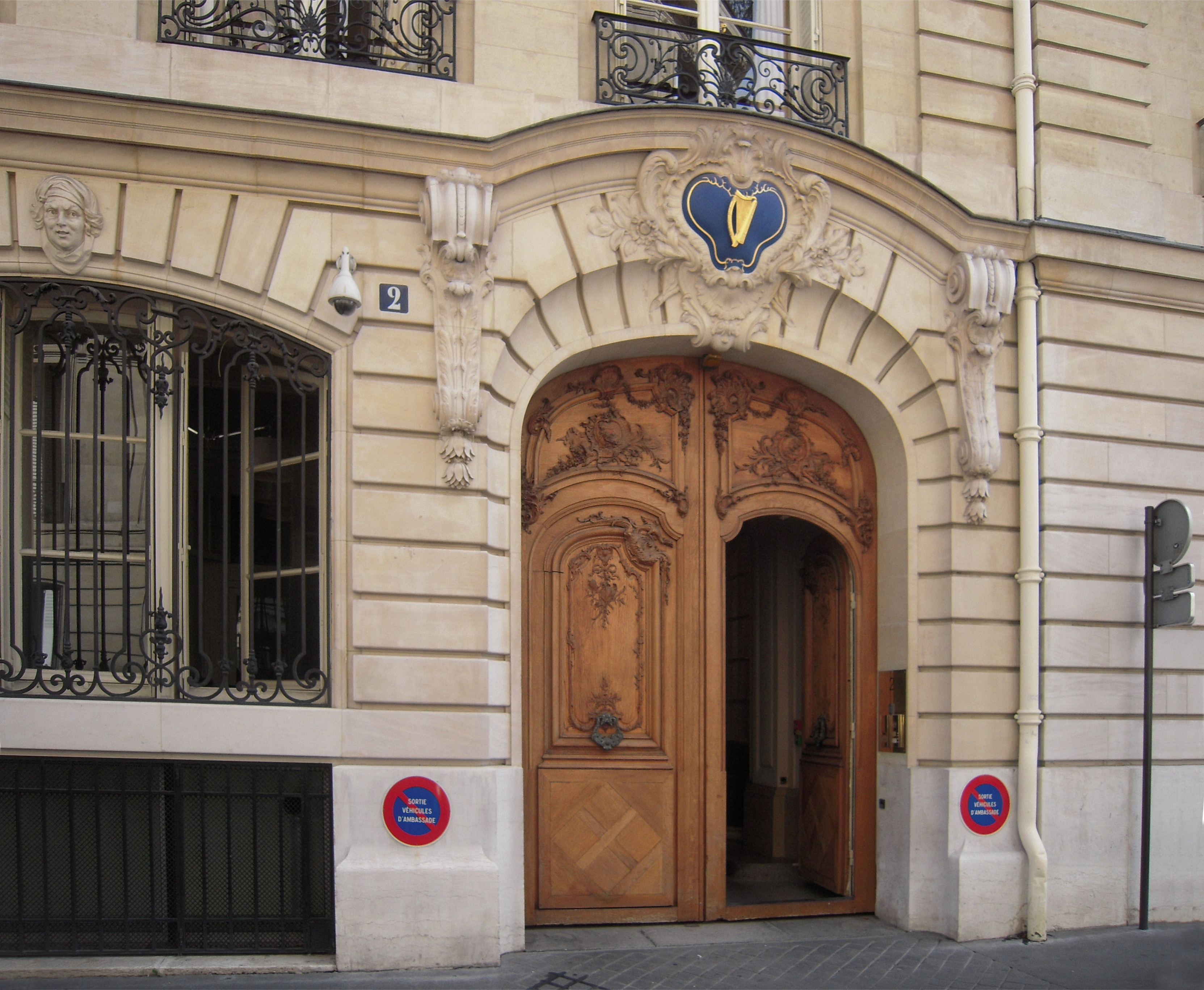
Porta rococò Revival dell'Hotel de Breteuil (Parigi)
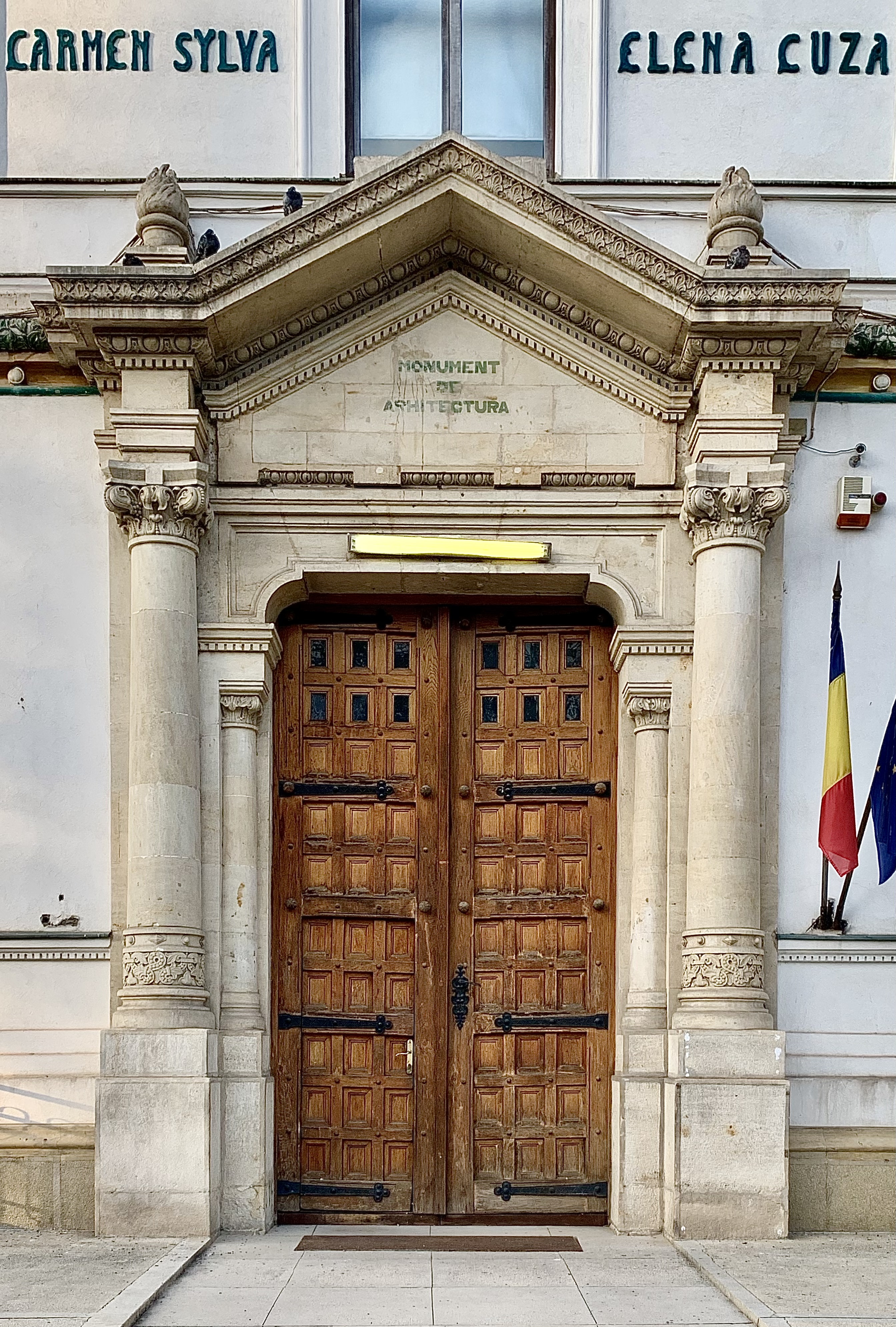
Porta revival rumena del Central School National College on Street Icon (Bucarest)
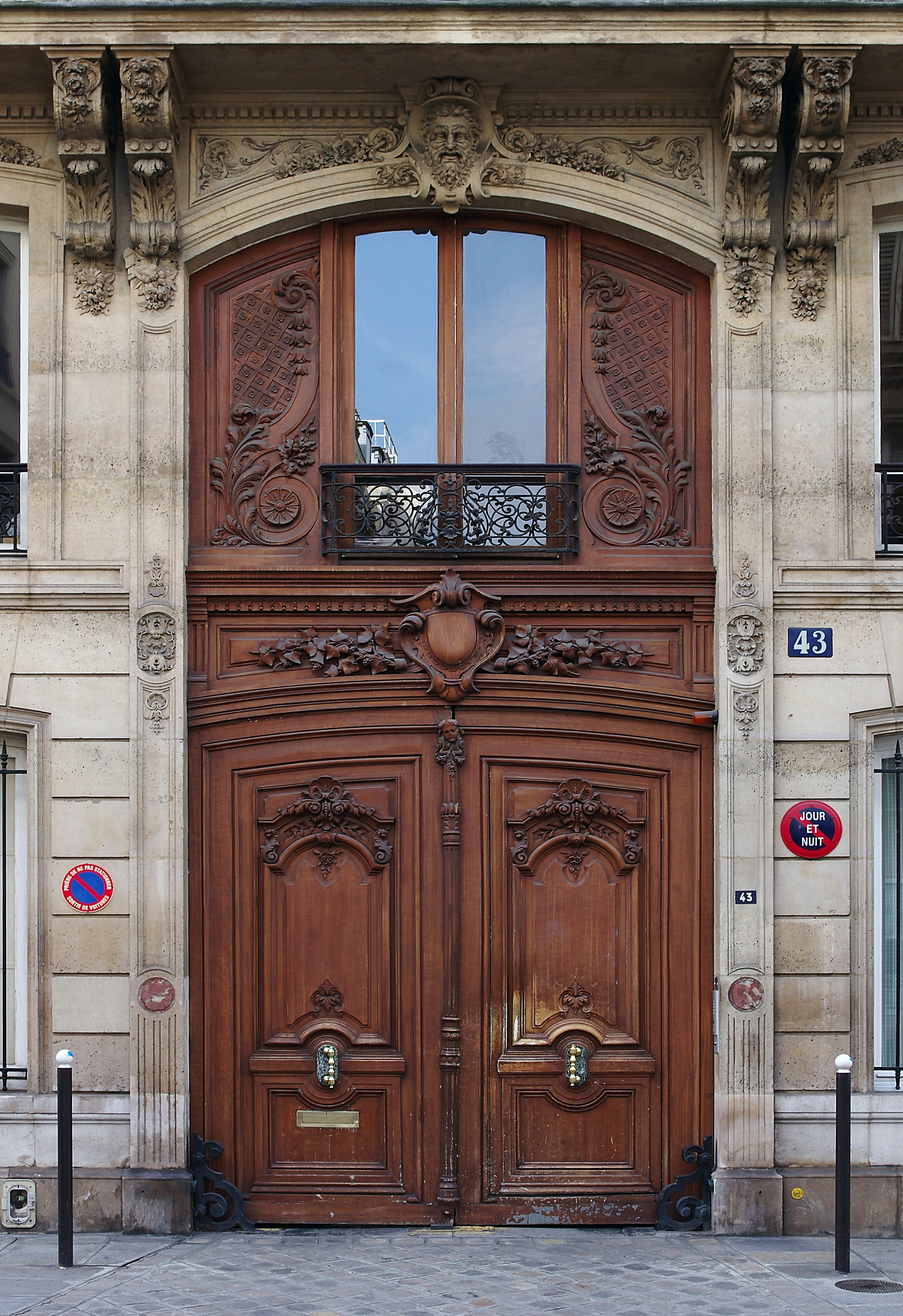
Porta classicista eclettica del XIX secolo in Rue La Bruyère (Parigi)
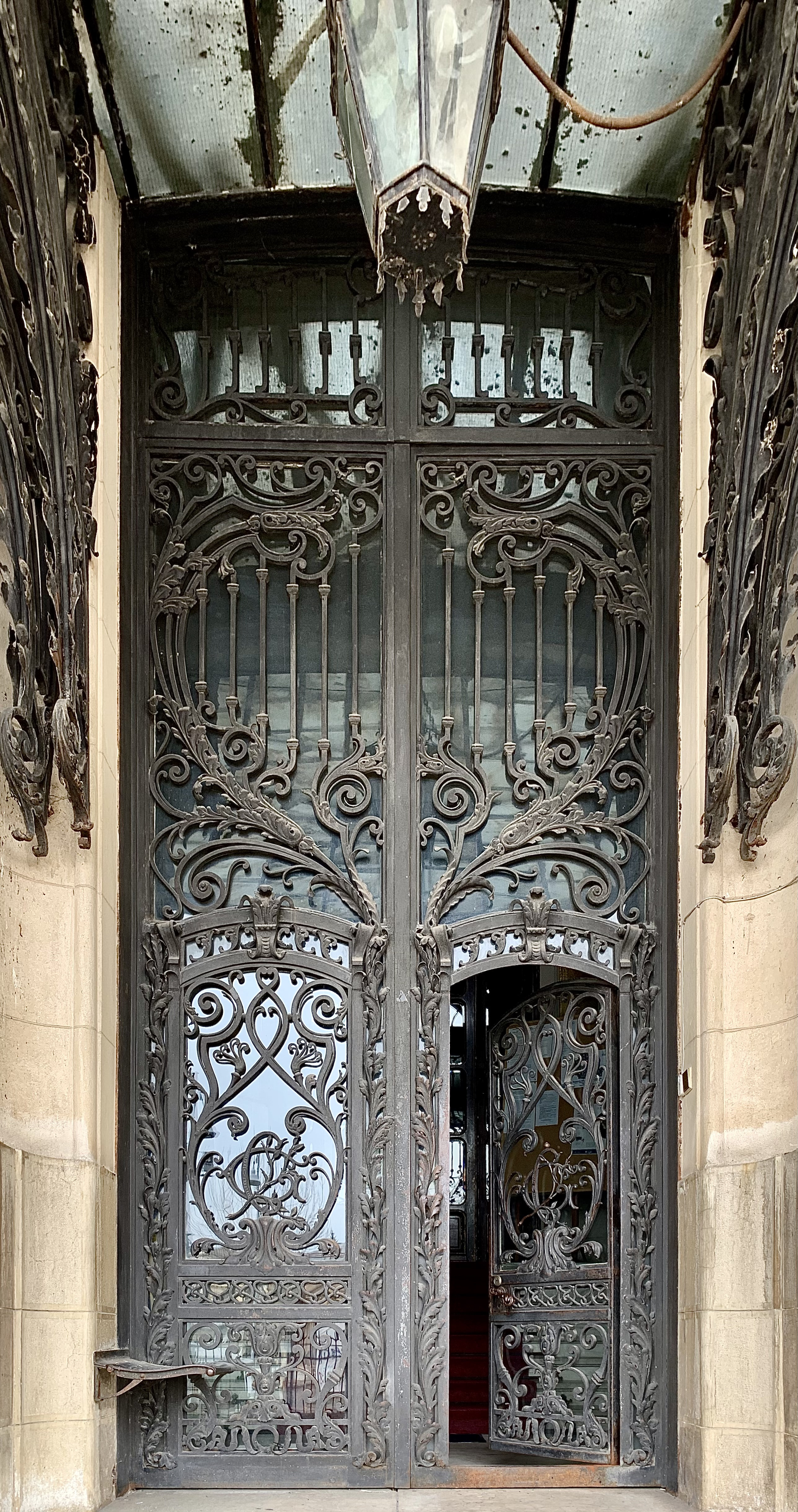
Porta Beaux-Arts del Palazzo Cantacuzino (Bucarest)
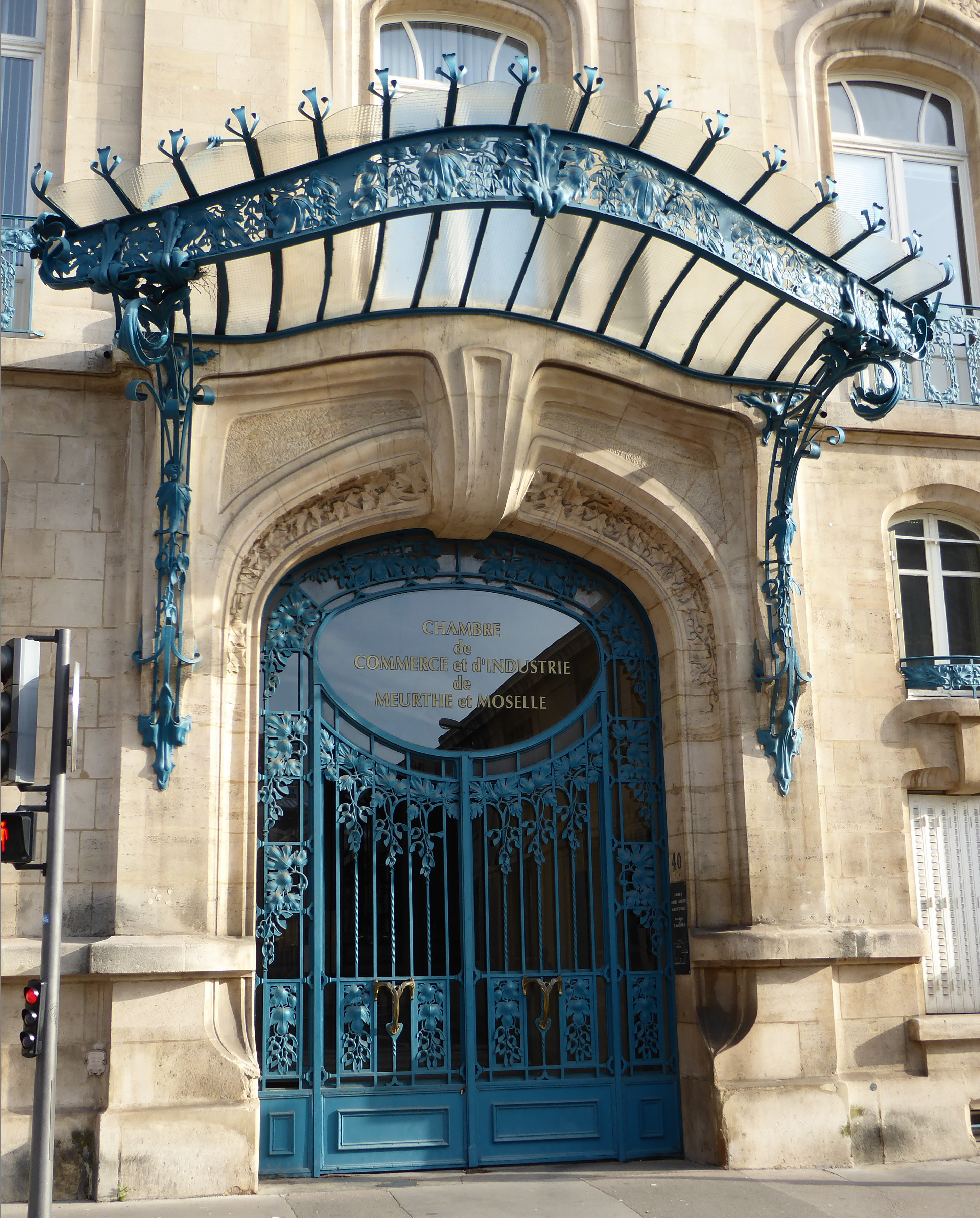
Porta Art Nouveau in metallo e vetro a Nancy (Francia), sovrastata da una grande tenda da sole trasparente
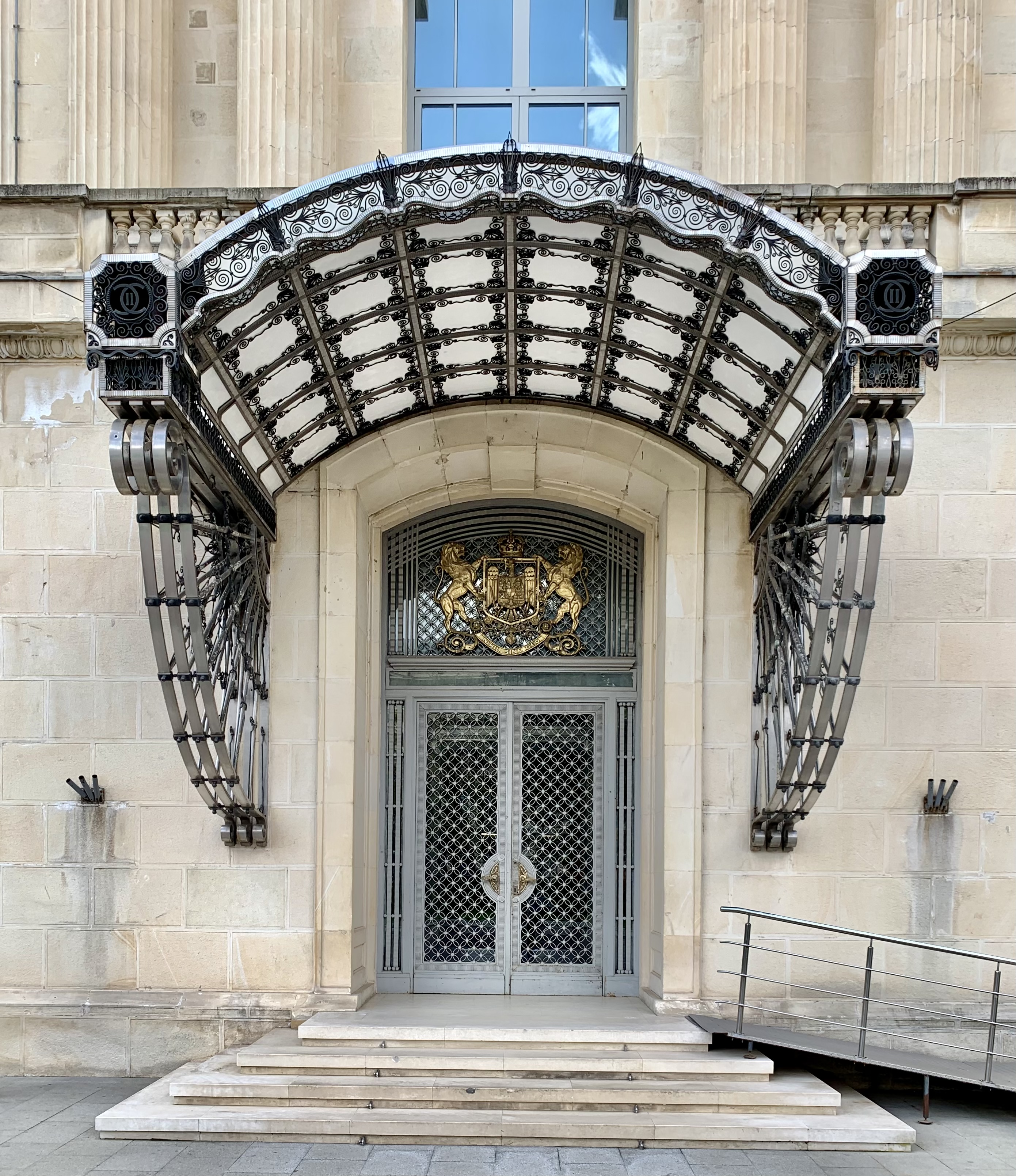
Porta classicista del Palazzo Reale di Bucarest, ora Museo Nazionale d'Arte della Romania
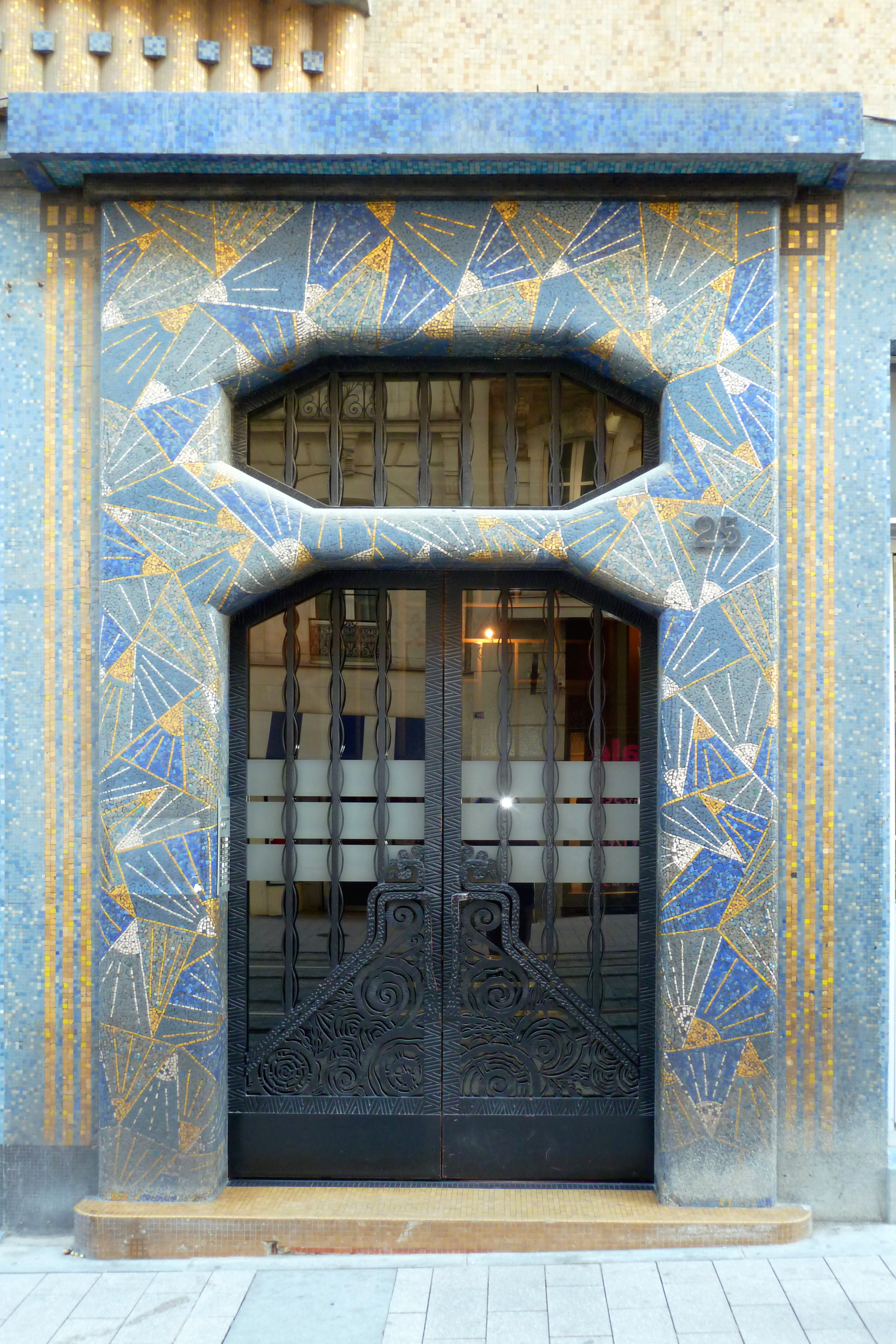
La Maison Bleue, porta d'ingresso (Angers)